# ロココ

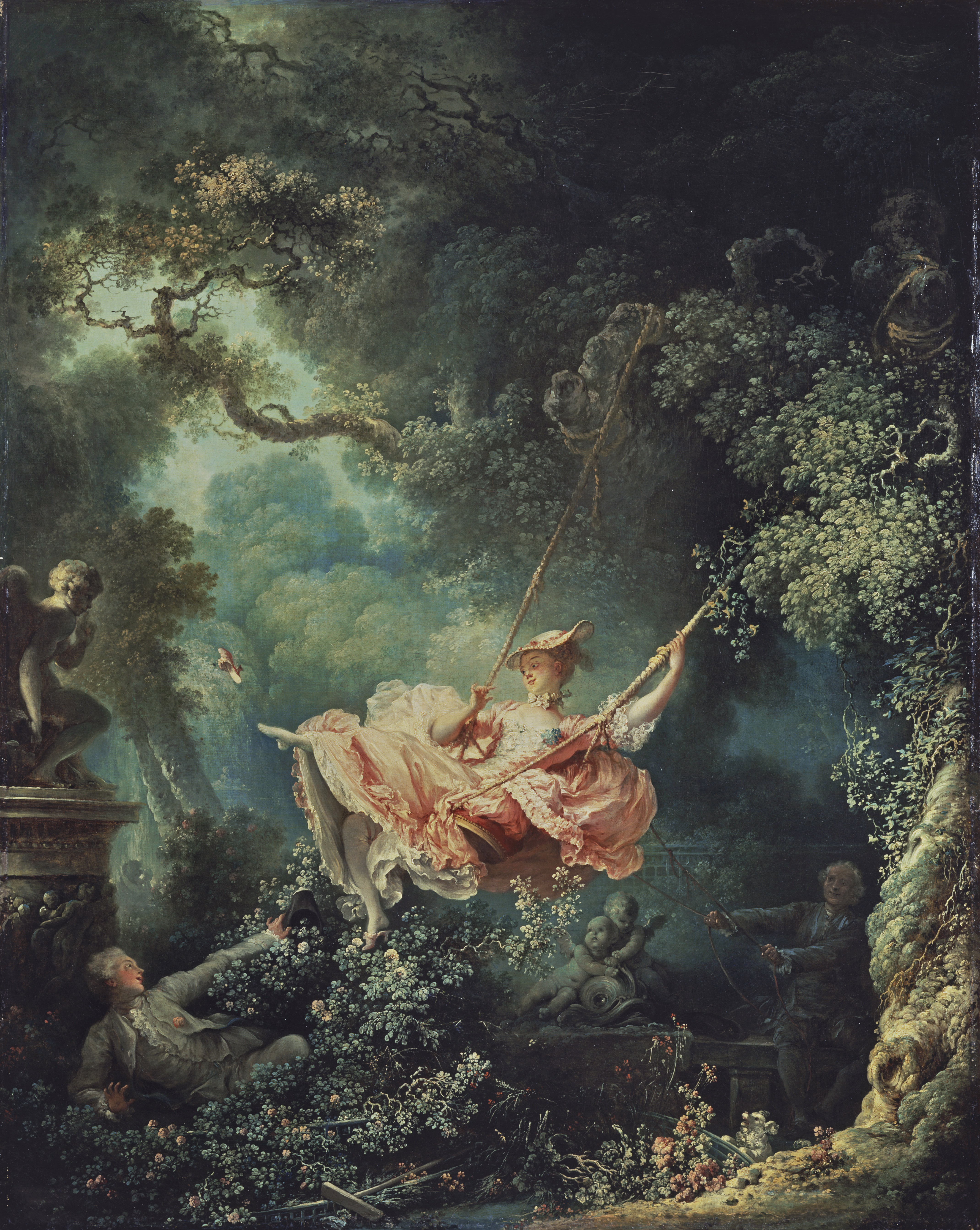
「ぶらんこ」（1768頃、フラゴナール作）

ロココ（Rococo）とは、美術史で使われた用語で、バロックに続く時代の美術様式を指す。18世紀、ルイ15世のフランス宮廷から始まり、ヨーロッパの他国にも伝えられ、流行した。

## ロココという語

### 語源
ロココはロカイユ（rocaille）に由来する言葉である。ロカイユは岩の意味で、バロック時代のグロット（庭園洞窟）に特徴的な貝殻で装飾された岩組を指したが、そこから転じて、1730年代に流行した、貝殻の曲線を多用したインテリア装飾をロカイユ装飾（ロカイユ模様）と呼んだ。ロカイユ装飾は、イタリアの貝殻装飾に由来すると考えられているが、植物の葉のような複雑な曲線を用いた特有のものである（画像参照）。

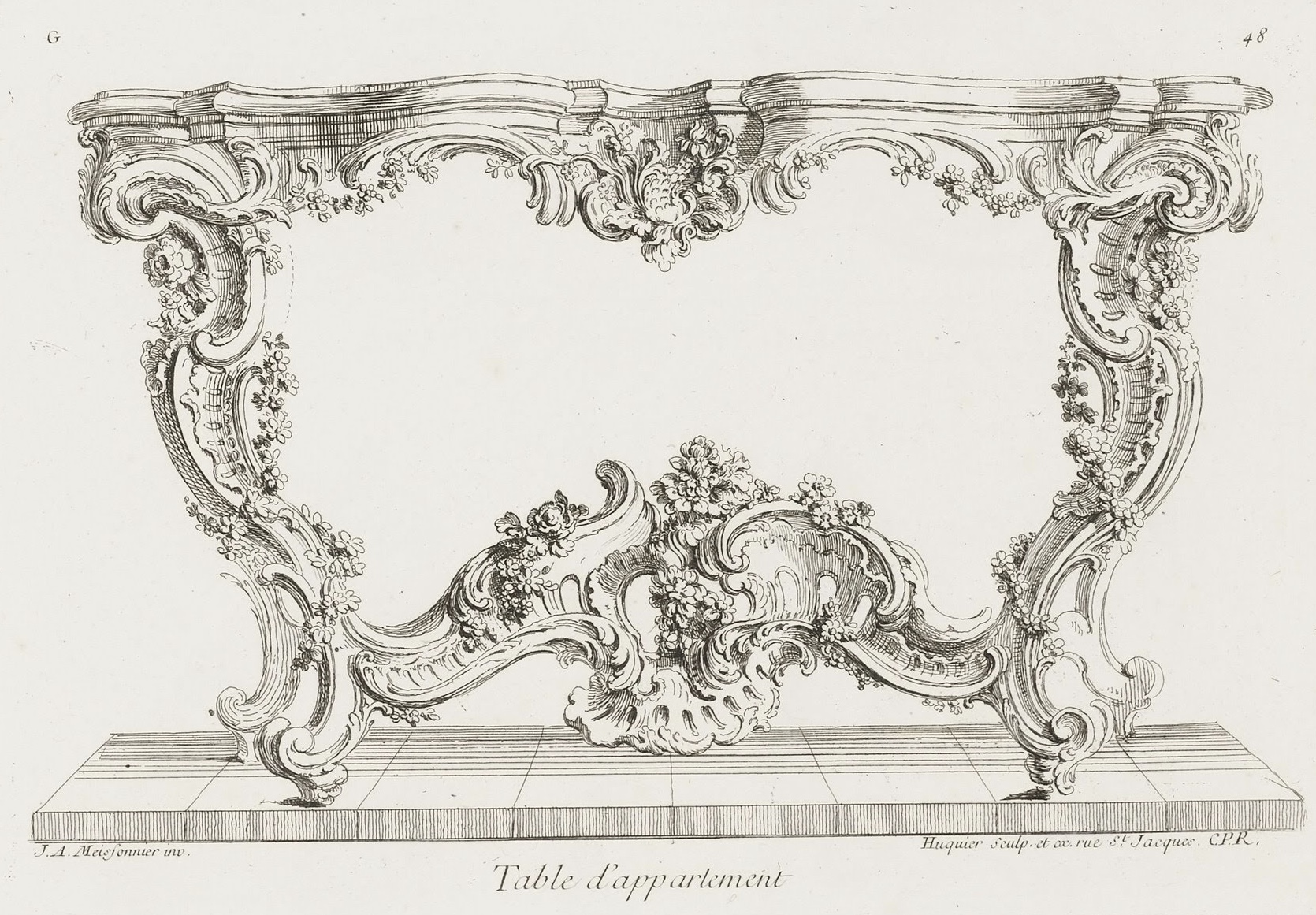
ロココの家具（1730年）

### バロックとロココ
新古典主義の時代（18世紀末～）になると、前時代の装飾様式が退廃的であるとして蔑称的に使われたが、その後、時代一般の美術・文化の傾向を指す用語として、広く使われるようになった。ロココ様式（スタイル）、ロココ建築、ロココ趣味などと使う。豪壮・華麗なバロックに対して、優美・繊細なロココともいわれるが、両者の境界は必ずしも明確ではなく、ロココはバロックの一種と考える人もいる。

### ロココの時代範囲
ポンパドゥール夫人（1721年 - 1764年）を中心とするサロン文化の最盛期にロココ様式は流行し、デュ・バリー夫人の時代まで続いたが、ルイ16世（在位1774年 - 1792年）が即位した頃から、装飾を抑え直線と均衡を重んじるルイ16世様式（広義の新古典主義様式）に次第に取って代わられた。しかし、ロココ的な美意識や雰囲気は、宮廷が実権を失う1789年のフランス革命まで継続した。
スウェーデンでは、1771年に即位したグスタフ3世の治世を「ロココの時代」と称している。スウェーデンのロココ様式の流行は1792年にグスタフ3世が暗殺されるまで続いた。

## 建築

### 全般
- ロカイユ装飾を多用した室内装飾に特徴がある。

### フランス
- ジェルマン・ボフランが建てたパリのオテル・ド・スービーズ（英語版）は手のこんだ建築装飾がほどこされ、この時代のロココ様式を代表する作品として知られる。
- ポンパドゥール夫人の命でアンジュ＝ジャック・ガブリエルが建てたヴェルサイユ宮殿内のプティ・トリアノン。なおポンパドゥール夫人没後にこの敷地に王妃マリー・アントワネットはイギリス式庭園を造り、「王妃の村里」と呼ばれる農村を併設した。
- ルイ15世の義理の父スタニスワフ・レシチニスキによりナンシー（当時はロレーヌ公国）のスタニスラス広場が整備される。

### イタリア
- ナポリ国王カルロ7世（後のスペイン王カルロス3世）により建てられたナポリ近郊のカゼルタ宮殿。

### ドイツ
- プロイセン国王フリードリヒ1世により建てられたベルリンのシャルロッテンブルク宮殿。
- プロイセン国王フリードリヒ2世により建てられたベルリン近郊ポツダムのサンスーシー宮殿。
- バイエルン選帝侯カール・アルブレヒト（神聖ローマ皇帝カール7世）により建てられたニンフェンブルク宮殿内のアマリエンブルク。

### オーストリア
- オーストリア女帝マリア・テレジアが宮廷建築家ニコラウス・パカッシに命じてシェーンブルン宮殿をロココ様式に改築させた。「マリア・テレジア・イエロー」と呼ばれる黄色で壁面が覆われたのもこの時期である。

### スウェーデン
- スウェーデン国王グスタフ3世によりバロック様式だったドロットニングホルム宮殿にロココ調の大改装が加えられる（グスタヴィアン様式）。

### ロシア
- ロシア女帝エカチェリーナ2世により建てられたサンクトペテルブルク近郊のツァールスコエ・セローのエカテリーナ宮殿。ここの琥珀の間が有名。

## 絵画

### フランス

「ポンパドゥール夫人の肖像」(1755年、ラ・トゥール作)

- この時代には、アカデミーのサロン（サロン・ド・パリとも呼ばれ1725年に第1回が開催）が定期的に開催され、美術品が広く鑑賞されるようになった。
- アントワーヌ・ヴァトー、フランソワ・ブーシェ、ジャン・オノレ・フラゴナールなどの画家が知られている。ヴァトーはロココ前期（1710-20年代）、ブーシェはロココ盛期（1730-50年代）、フラゴナールはロココ後期（1760-80年代）の代表的な画家とされる。
- ヴァトーが1717年にアカデミーに「シテール島への巡礼」を出品した際には「雅宴画（フェート・ギャラント）」の画家として承認された。なお1717年の「シテール島の巡礼」は現在ルーブル美術館にあり、それより数年後に描かれた別ヴァージョンはプロイセン国王フリードリヒ2世が1756年に購入して、ベルリンのシャルロッテンブルク宮殿に飾られている。
- ヴァトー没後に「雅宴画」の画家として正式に認められた人物には他にジャン＝バティスト・パテルやニコラ・ランクレがいる。優雅な男女が集い、恋の戯れや遊びに興じる「雅宴画」には、イタリア喜劇（コメディア・デラルテ）の配役（ジル、メズタン、アルルカン）も登場している。こうした演劇をモチーフにする絵画はヴァトーに先立つクロード・ジローによって先鞭がつけられたものである。
- モーリス・カンタン・ド・ラ・トゥールが描いたポンパドゥール夫人（Madame de Pompadour)の肖像画（右図）が盛期ロココ時代の肖像画として有名。なおこの肖像画が油彩ではなくパステルで描かれていることに注目されたい。パステルの軽妙な色彩は多くの支持者を得、ラ・トゥールの好敵手とされたジャン・バティスタ・ペロノー、静物画で知られるジャン・シメオン・シャルダン、スイス生まれでトルコに赴いてその地の風俗を記録したジャン＝エティエンヌ・リオタールもパステルで優作を残している。
- サロンでの展示に対し美術批評がなされるようになったのもこの時代のことである。哲学者でもあるディドロはその批評で軽佻浮薄で官能的な刺激の強いブーシェやジャン＝マルク・ナティエの作品を批判している。対して感傷的ではあるものの道徳的な教訓が強いグルーズの作品や、静物画や風俗画で活躍したシャルダンの質実な作品には好意的な評価を下している。
- 「女性の時代」とも呼ばれる18世紀のロココ時代だが、1783年にはフランス王立アカデミーに二人の女性が入会を認められた。アデライド・ラビーユ＝ギアールとエリザベート＝ルイーズ・ヴィジェ＝ルブランである。特に後者ヴィジェ＝ルブランは王妃マリー・アントワネットの肖像画家としても知られ、そのよき理解者でもあった。宮廷の崩壊に立ち会ったという意味ではロココ最後の画家と言ってもよいだろう。

### イタリア
- ヴェネツィア共和国の最後の栄光の時代が訪れる。グランド・ツアー途中でヴェネツィアを訪れた外国人のために「ヴェドゥータ（都市風景画）」が多く描かれる。その代表はカナレットやフランチェスコ・グアルディ、そしてベルナルド・ベッロット（カナレットの甥）である。またこの地を拠点とした画家として建築画で著名なパンニーニ、室内風俗画の名手ピエトロ・ロンギ、女流パステル画家ロザルバ・カリエラがいる。
- 18世紀を通じてヴェネツィア最大の巨匠とされるのはティエポロである。歴史画家グレゴリオ・ラッザリーニに絵画を学び、ジョヴァンニ・バッティスタ・ピアツェッタ、セバスティアーノ・リッチらとともにこの地を代表する画家となった。彼はイタリアで名声を得ただけでなく、ドイツからスペインに至る教会や宮殿の壮大なスケールの壁画の作成に従事した。それらは卓越したフレスコ画技法と華麗なるロココ式屋内装飾の生み出した傑作である。
- ヴェネツィア出身でローマで活躍した版画家にジョヴァンニ・バッティスタ・ピラネージがいる。ピラネージは都市ローマの景観図で知られ、新古典主義の理論家ヨハン・ヨアヒム・ヴィンケルマンにも大きな影響を与えた。しかし一方では人間の暗部を暴きだす「牢獄」シリーズに見られるようピラネージにはロココからロマン主義に流れる精神も息づいている。
- ヨーロッパの戦禍から免れたイタリアではヴェネツィアだけでなく、その他の都市でも独特な作風の芸術家を生み出した。ナポリではナポリ派のバロックの掉尾を飾るフランチェスコ・ソリメーナの存在が大きい。ナポリ大聖堂の主要祭壇の絢爛さは比類がない。ナポリのロココ様式は彼の後継者であるフランチェスコ・デ・ムーラらによって発展したものである。
- ジェノヴァを中心に活躍した画家にアレッサンドロ・マニャスコがいる。荒涼とした陰鬱な風景、亡霊のような修道士、廃墟への偏愛などを大胆な筆さばきで描いたイタリア的でない作風で知られるが、そうした奇想画「カプリッチョ」もこの時代の美術の一側面を表しているのである。

### イギリス
- 長らく外国人画家によって指導されてきたイギリスの芸術界もこの時期大きく変貌する。その嚆矢となったのが「最初のイギリス人画家」とも呼ばれるウィリアム・ホガースである。ホガースは「当世風結婚」などの連作で諷刺画の分野で活躍した。また「カンヴァセーション・ピース（団欒画）」とも呼ばれるイギリス特有の集団肖像画のジャンルを開拓したのもホガースである。
- こうした変化のもとイギリスにもロイヤル・アカデミーが設置され、ジョシュア・レイノルズが初代アカデミーの会長に選ばれた。レイノルズの理念は「グランド・マナー」と呼ばれ、歴史画を頂点とする以後のイギリス美術の模範となった。対してレイノルズのライバルであったトマス・ゲインズバラは肖像画や風景画で今までに見られないイギリス的な感受性を開花させた。この風景画の好みは後のコンスタブルやターナーに引き継がれることになる。
- 啓蒙と理性の時代を反映して科学的な素材を美術に応用している例も見られる。「馬の解剖学」で知られるジョージ・スタッブスや「空気ポンプの実験」などの作品を残したライト・オブ・ダービー（ジョセフ・ ライト）はこうした時代精神に育まれた画家たちである。
- ホレス・ウォルポールの『オトラント城奇譚』（1764年）の刊行により18世紀後半のイギリスではゴシック小説が盛んに読まれた。こうした怪奇なものへの興味はスイス出身でイギリスで活躍したヨハン・ハインリヒ・フュースリーの「夢魔」（1781年）などにも反映している。「天国と地獄の結婚」（1790年頃）の作者であり、幻視者として知られる詩人画家ウィリアム・ブレイクの活躍も同時期のことである。

### スペイン
- ドイツ系でありながら国王カルロス3世の宮廷画家となったアントン・ラファエル・メングスは18世紀中盤の重要な画家の一人だが、その画風はロココというよりも新古典主義の先駆けといった趣がある。1760年代にそれぞれ画風の異なる、ロココ調の老大家ティエポロと、新古典主義の気鋭のメングスがマドリッドの王宮を舞台に競り合っていたことは興味深い。
- メングスより後の世代に属すが、フランシスコ・デ・ゴヤの市井のマハ（伊達女）やマホ（伊達男）を描いた初期の作品にはロココ的な優雅さや軽快さを見ることができる。

### ドイツ
- 三十年戦争以来の混乱からようやく1700年代に相対的安定期を迎えたドイツではカトリック教会を中心に大規模な教会建築の復興が行われる。この時期のドイツ芸術は特に「後期バロック」と呼ばれることが多く、絵画も教会や宮殿の装飾として発達したものである。ミュンヘンのアザム教会の建築と装飾・絵画を担当したアザム兄弟や、シュタインガーデン近郊のヴィース教会の建築と装飾・絵画を担当したツィンマーマン兄弟はその代表である。

## 彫刻

### フランス
- ジャン＝アントワーヌ・ウードンはディドロ、ルソー、ヴォルテールらの啓蒙思想家たちの肖像彫刻で名をなした。

### ロシア
- 「クロトナのミロ」で評判となったフランス人彫刻家エティエンヌ・モーリス・ファルコネはロシア女帝エカチェリーナ2世に招かれた。首都サンクトペテルブルクの元老院広場に設置された「ピョートル大帝像（青銅の騎士）」はファルコネによるものである。

## 工芸
ロココ様式はインテリアのデザインや装飾として出発し、建築などに波及していっためずらしい例である。

### 家具

#### フランス
1715年に幼いルイ15世が即位しオルレアン公フィリップが摂政となった。バロックとロココの過渡期であるこの時期の様式をフランス・オルレアン公様式、またはレジャンス（摂政）様式という。やがて、婦人を中心とした社交生活が華やかになるとともに、女性的・感覚的で、直線を排した軽快で華麗なフランス・ロココ（ルイ15世様式）は完成されていった。
フランス・ロココの家具は、装飾彫刻はバロック様式に比べて浅く掘られ、ライトグレーやクリーム色などの淡い色に金箔を押したものが多く、カブリオール（猫足）と呼ばれる曲線の脚を持ち、陶磁器や金メッキ金物との組み合わせといった特徴がある。オーナメントの主なモチーフはアカンサス・貝殻・渦巻き・婦人像などがあり、アシンメトリーのデザイン手法が用いられた。

#### イギリス
アン女王の治世にブルジョア家庭に流行した家具はクイーン・アン様式と呼ばれる。クイーン・アン様式は、フランス・バロックのスタイルを残しつつ、貝殻の曲線や角の丸み、猫足などのロココの要素が取り入れられている。大ぶりな安楽椅子であるウイングチェアはこの時代に誕生した。
イギリス家具史上でジョージアン時代と呼ばれる時期に、家具デザイナートーマス・チッペンデールが贅を尽くした宮廷用家具を、美しさと合理性をもった庶民用へと変化させて工場で量産した。チッペンデールの庶民向け家具はチッペンデール様式と呼ばれている。チッペンデール様式はクイーン・アン様式をフランス・ロココ風に変形させたもので、スワンネックや、カブリオールの先端に施されるボールクローと呼ばれる玉を掴んだ爪の飾りに特徴がある。また、ゴシックやシノワズリの要素を取り入れた家具も多い。

#### イタリア
家具に関しては、後期バロックとイタリア・ロココの区別はあまりない。花づな・花束をモチーフとした豊かな曲線が好まれた。明るい色調の木材が好まれ、シタンやオリーブ・トネリコを素材とした寄せ木細工が作られた。フランス・ロココと比べて金めっきの使用は控えめである。

#### ドイツ
ドイツ・ロココはバロックが発展したもので、優美さと流線の美しさが強調されている。ドイツ・ロココの宮廷家具はフランス・オルレアン公様式の貝殻模様などの装飾モチーフを借用するなど、フランス・ロココの影響を受けて発展した。また、ブルジョア階級の家具はイギリスやオランダ家具の影響を受けている。

### 陶磁器

#### ドイツ
- ザクセン選帝侯フリードリヒ・アウグスト1世（強健王）の命で、1709年に錬金術師ベトガーがヨーロッパで初めての磁器の焼成に成功する。これがマイセン陶磁である。

#### フランス
- セーヴルの陶器が有名。これもポンパドゥール夫人の支援により発達したものである。

#### イギリス
- 1743年ころ開かれたチェルシー窯は、1751年には国王ジョージ2世の三男カンバーランド公の支援を受けて発展する。それとは別に1744年ころロンドン近郊にボウ窯が開かれ、1748年にトーマス・フライにより釉薬に動物の骨粉を含むボーンチャイナが開発される。

#### イタリア
- ブルボン家のナポリ国王カルロ7世（後のスペイン王カルロス3世）の王妃マリア・アマリアがザクセン選帝侯の息女だった縁から、マイセン陶磁の技術を移入して作成したのがカポディモンテ陶磁である。

#### デンマーク
- フランツ・ヘンリック・ミュラーが1773年にデンマーク初の硬質磁器の完成させた。この磁器を生んだ窯は、国王クリスチャン7世と王太后ユリアナ・マリアの援助により1775年に「ロイヤルコペンハーゲン」王室御用達として認められた。

## 音楽
フランスでF.クープラン、ラモーら、イタリア（スペイン）のD.スカルラッティ、オーストリアのモーツァルトらに見られる装飾音符を多用した軽快・優美・繊細な音楽様式を音楽におけるロココ様式と呼ぶ。バロック時代後期から古典派まで様々な形で現れ、別名ギャラント様式ともいう。
- 前3者はチェンバロ（クラヴサン）曲集が多数、モーツァルトはピアノソナタのほか、フルートとハープの協奏曲、初期のピアノ協奏曲、オペラ『コジ・ファン・トゥッテ』などが好例。

## ギャラリー

### 建築

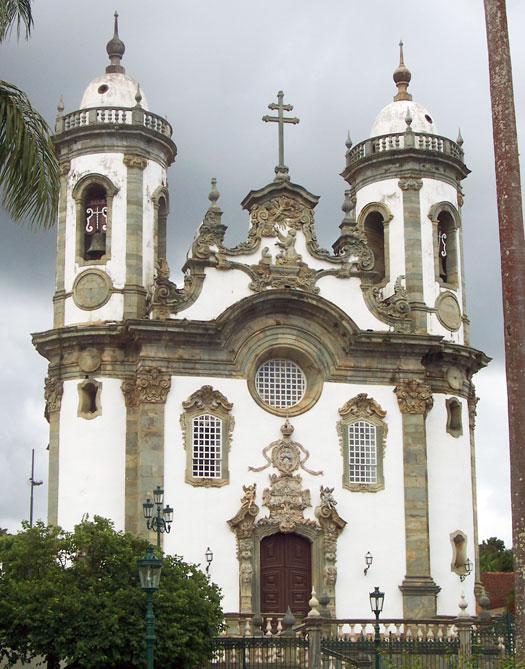
ブラジルの彫刻家・建築家アレイジャジーニョによるサン・ジョアン・デル・レイの「アッシジの聖フランチェスコ教会」（1749–1774）。
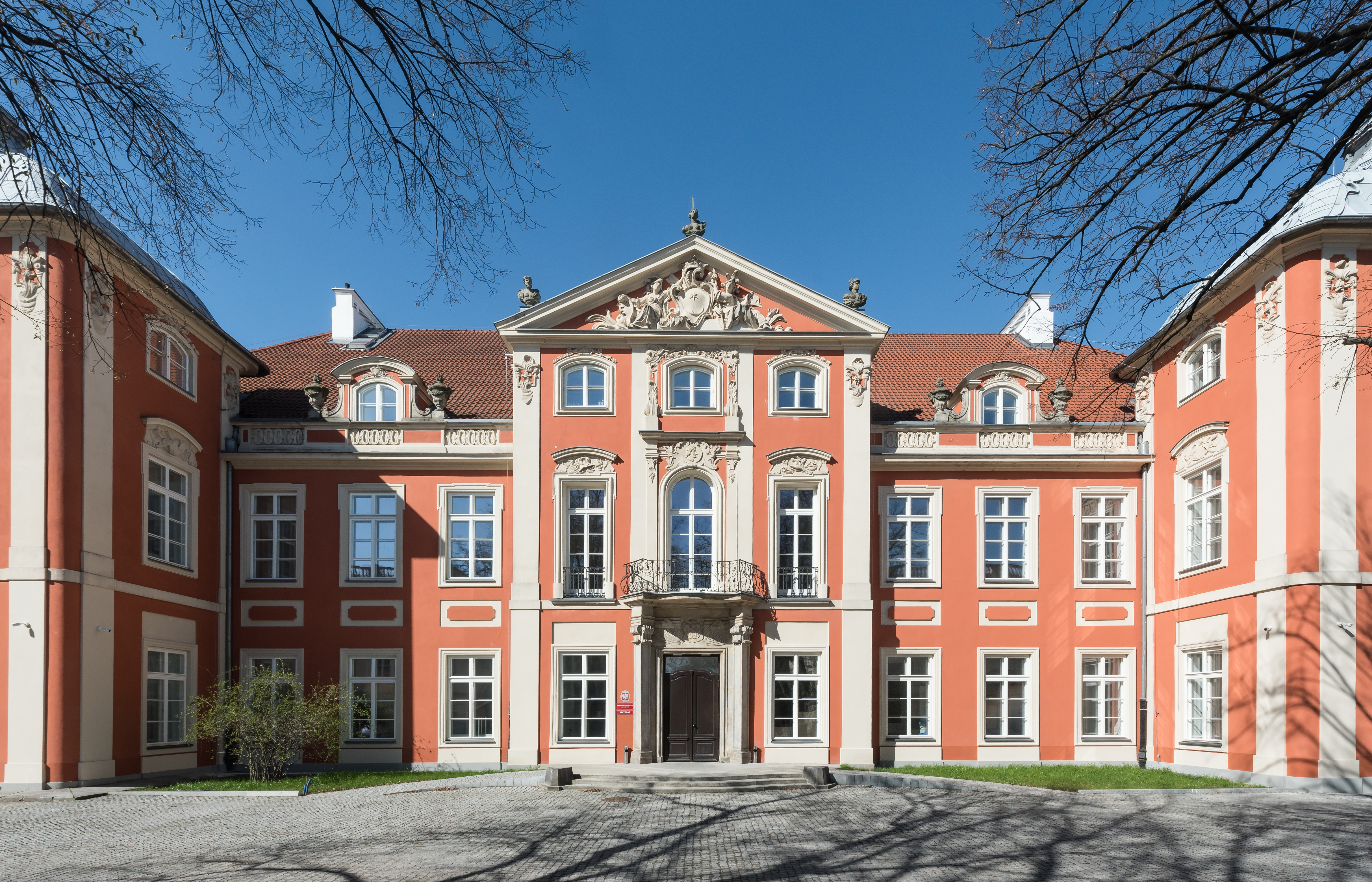
ワルシャワのチャプスキ宮殿（1712–1721） 。
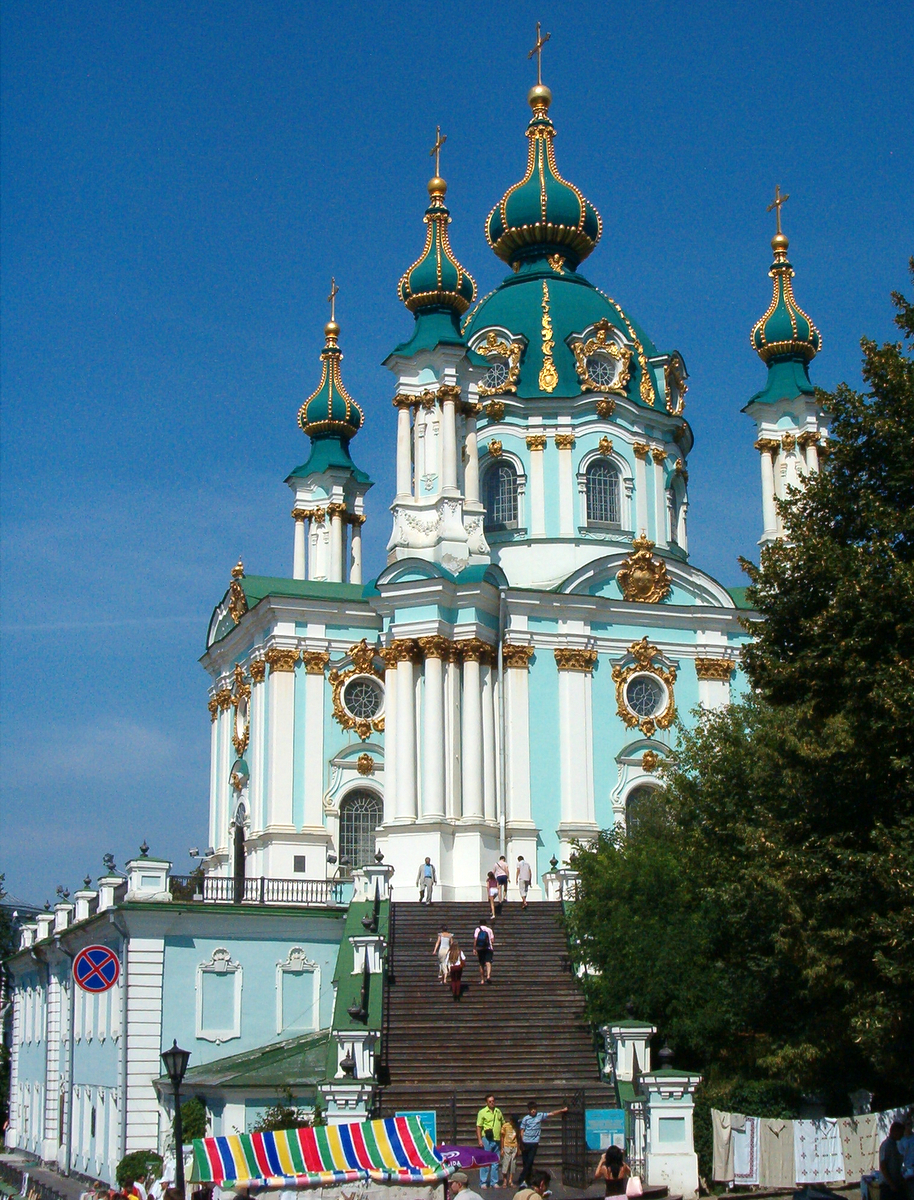
キエフの聖アンドリーイ教会 （1744–1767）。
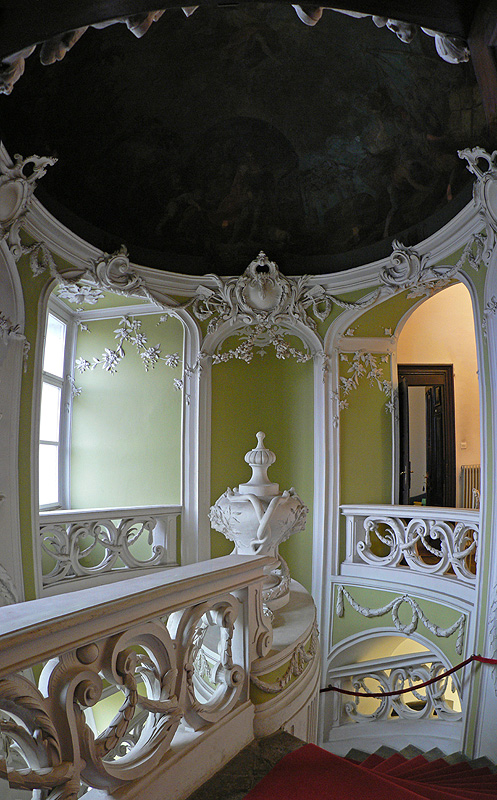
リュブリャナのグルーバー邸のロココ風階段。
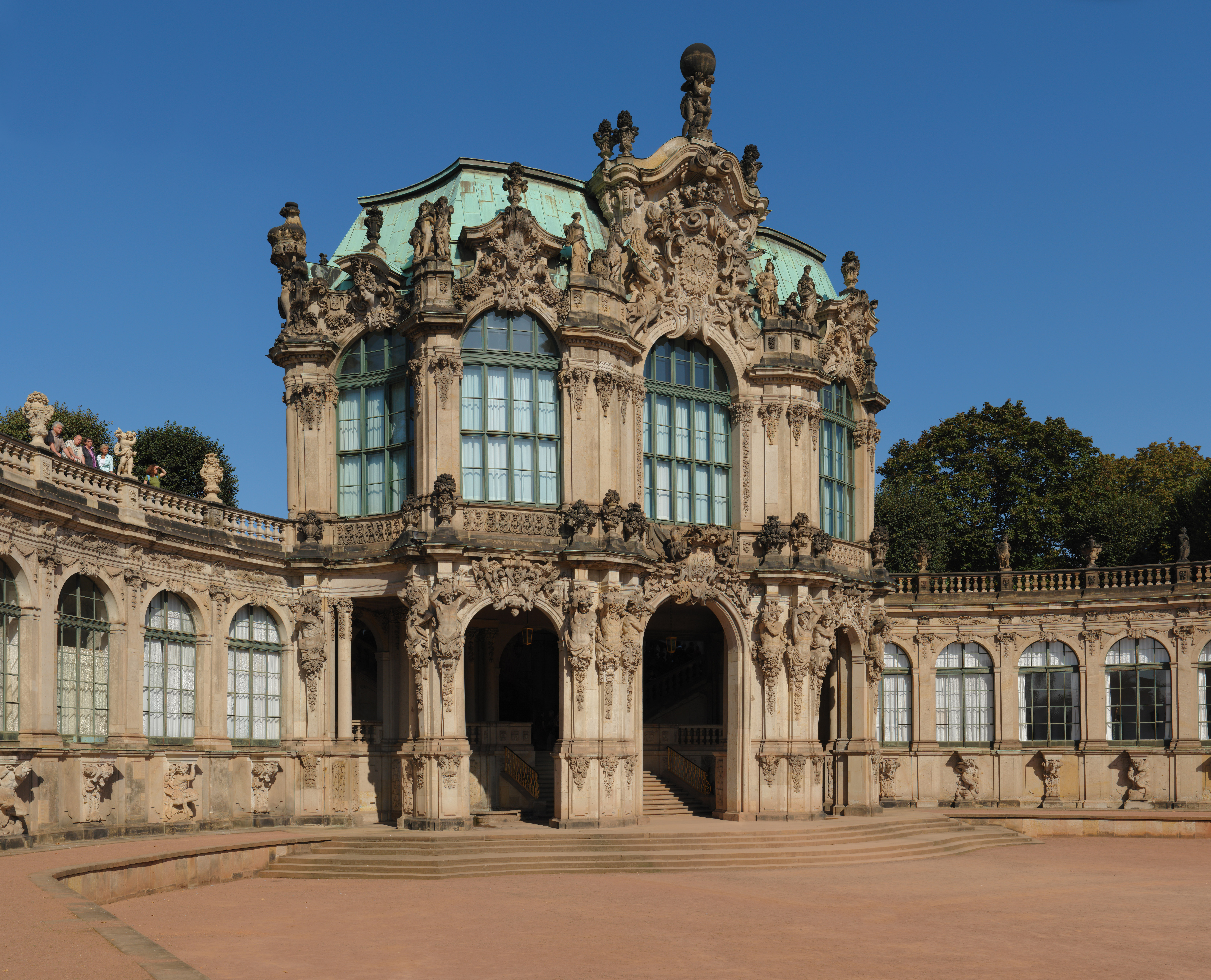
ドレスデンのツヴィンガー宮殿 。
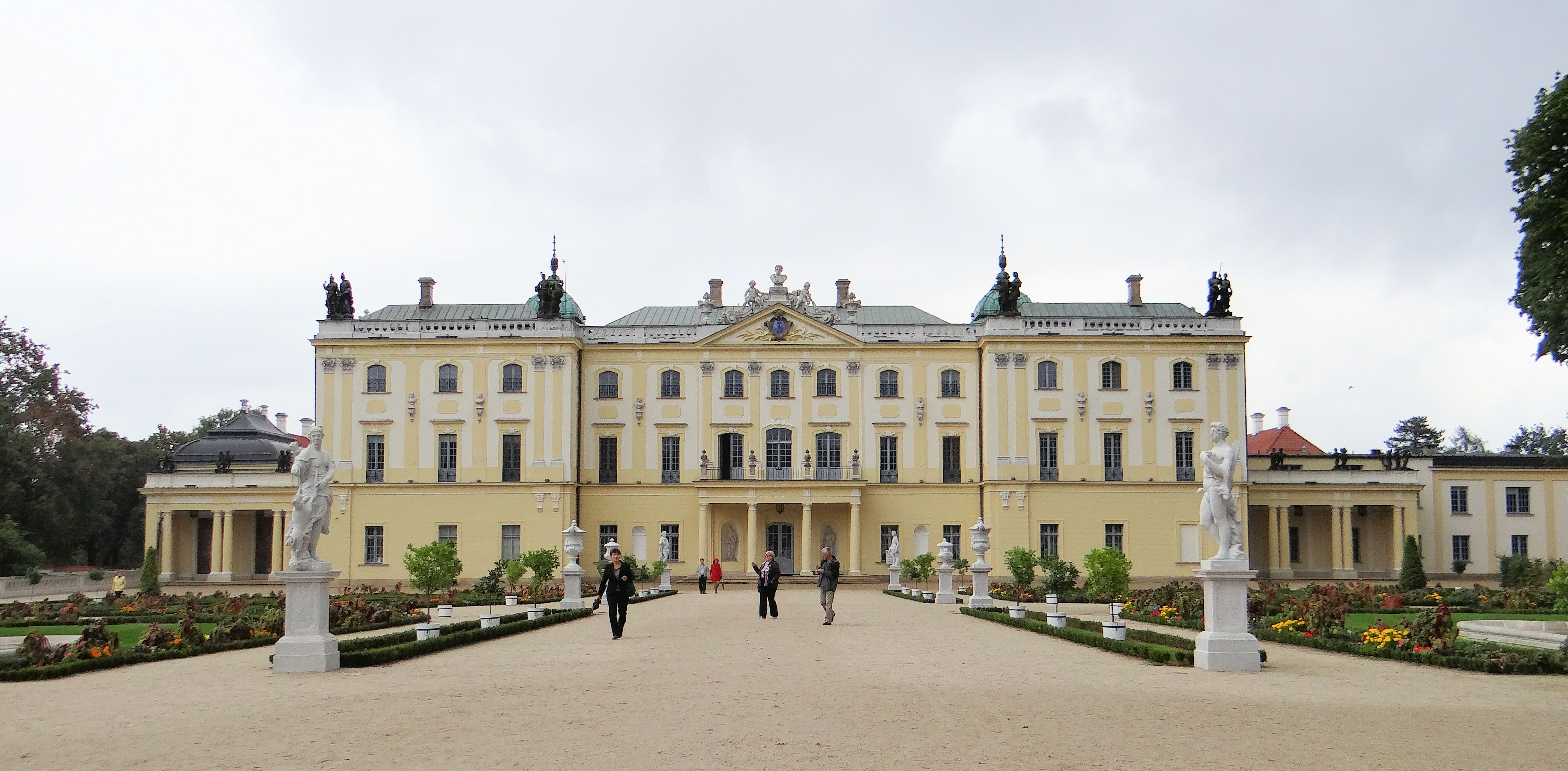
「ポーランドのヴェルサイユ宮殿」の異名を持つビャウィストクの ブラニツキ宮殿。
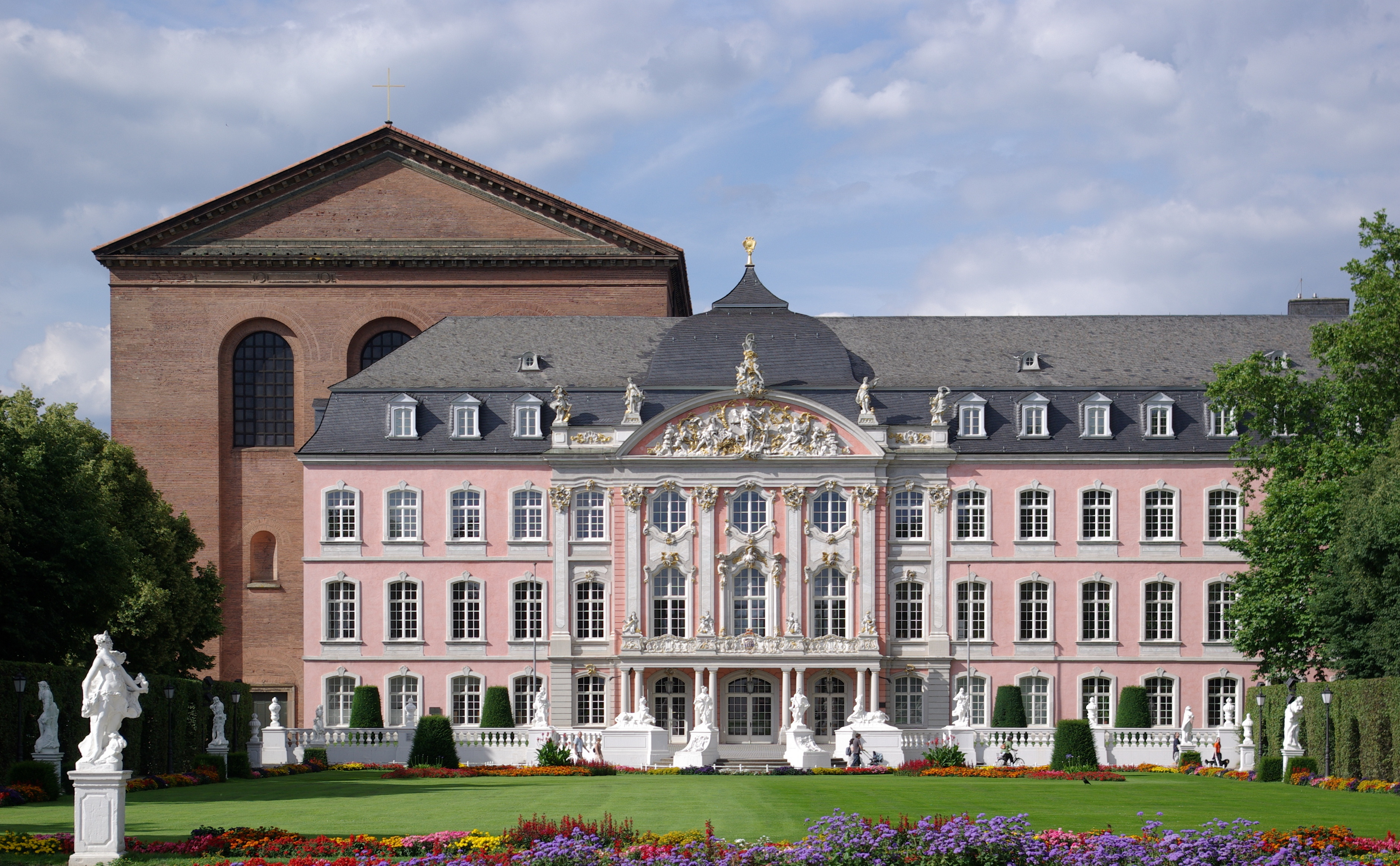
トリーア選帝侯の宮殿。

### 彫版印刷

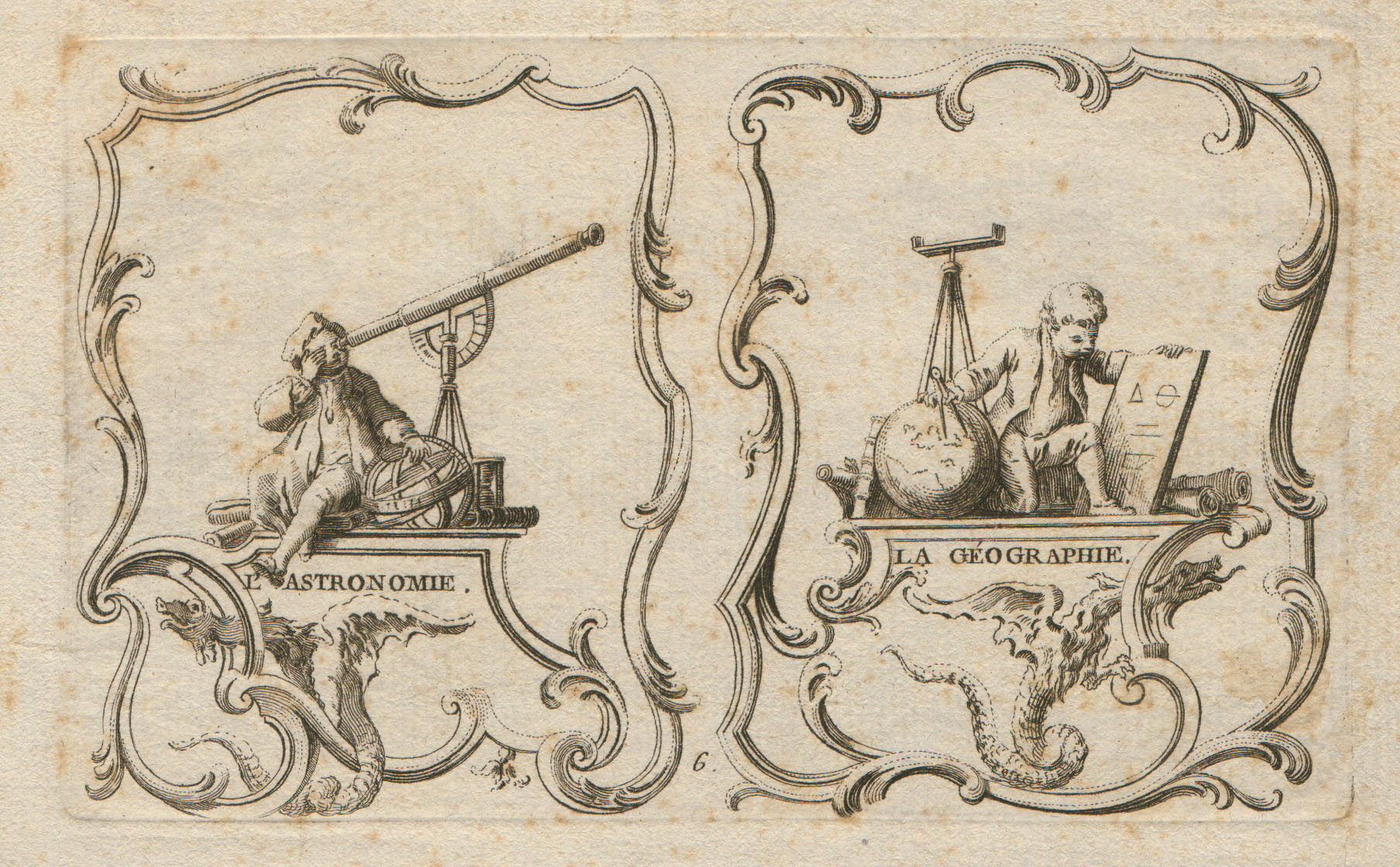
Unknown artist. Allegories of astronomy and geography. France (?), ca. 1750s
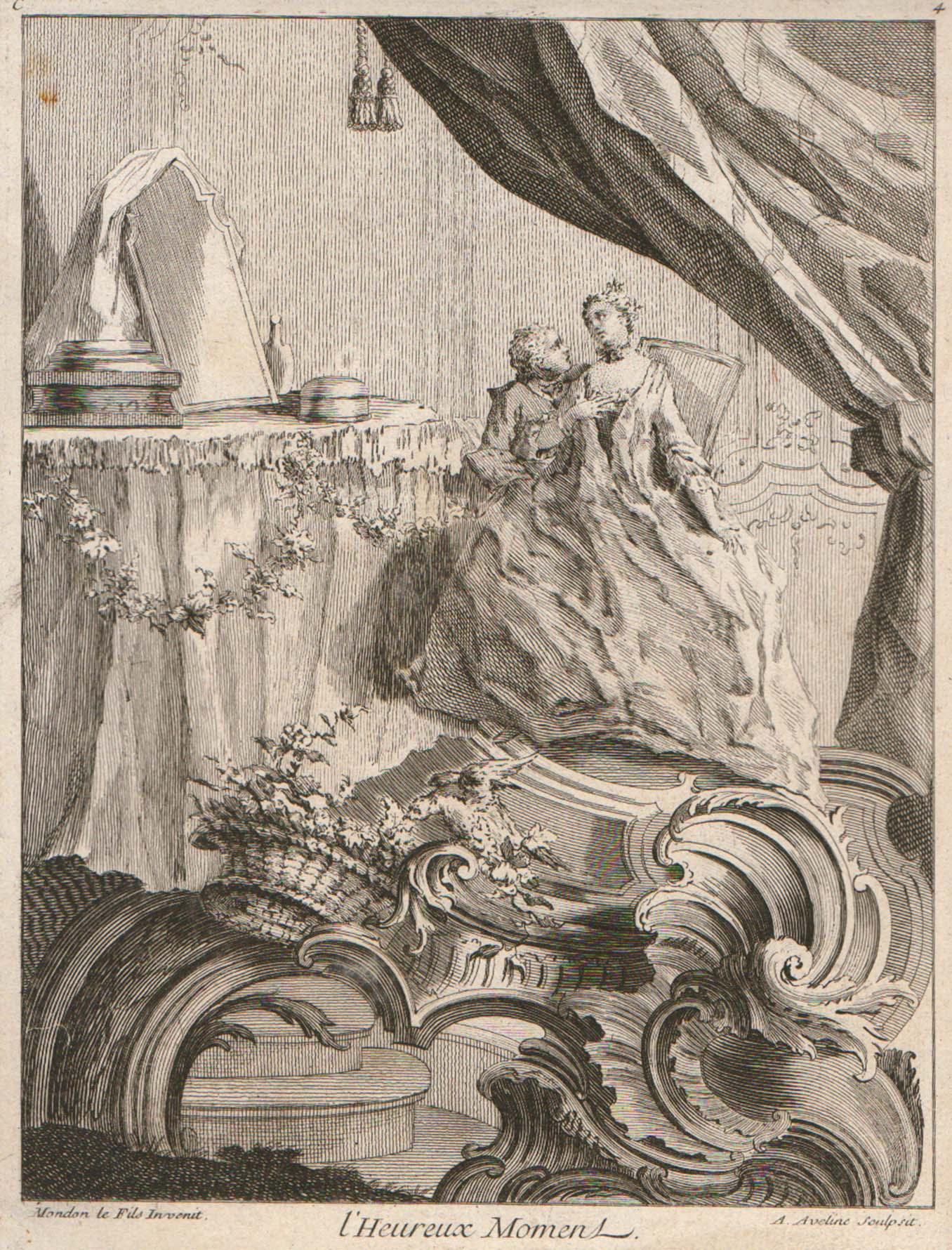
A. Avelin after Mondon le Fils. L′Heureux moment. 1736
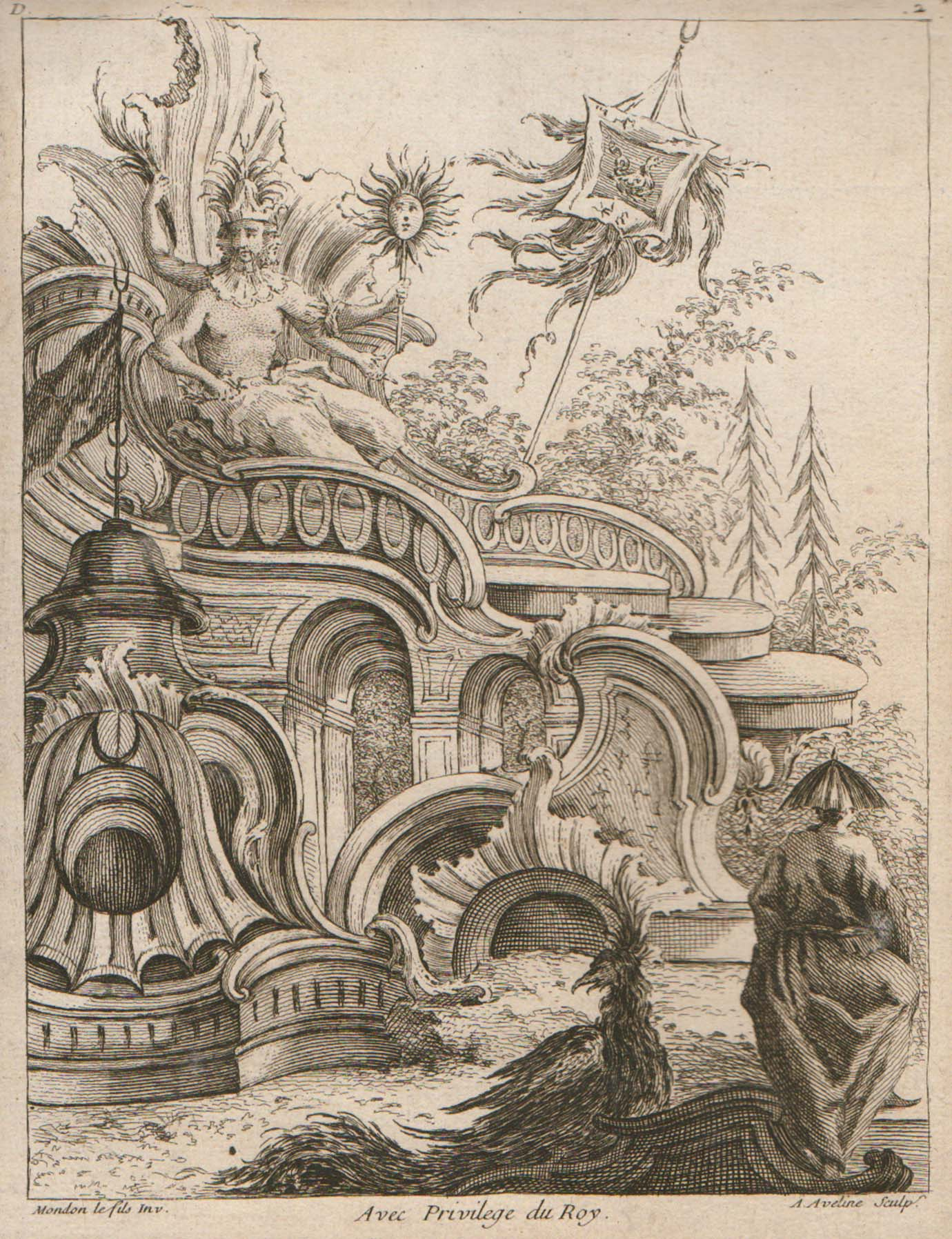
A. Avelin after Mondon le Fils. Chinese God. An engraving from the ouvrage «Quatrieme livre des formes, orneė des rocailles, carteles, figures oyseaux et dragon»1736

### ロココ様式の絵画

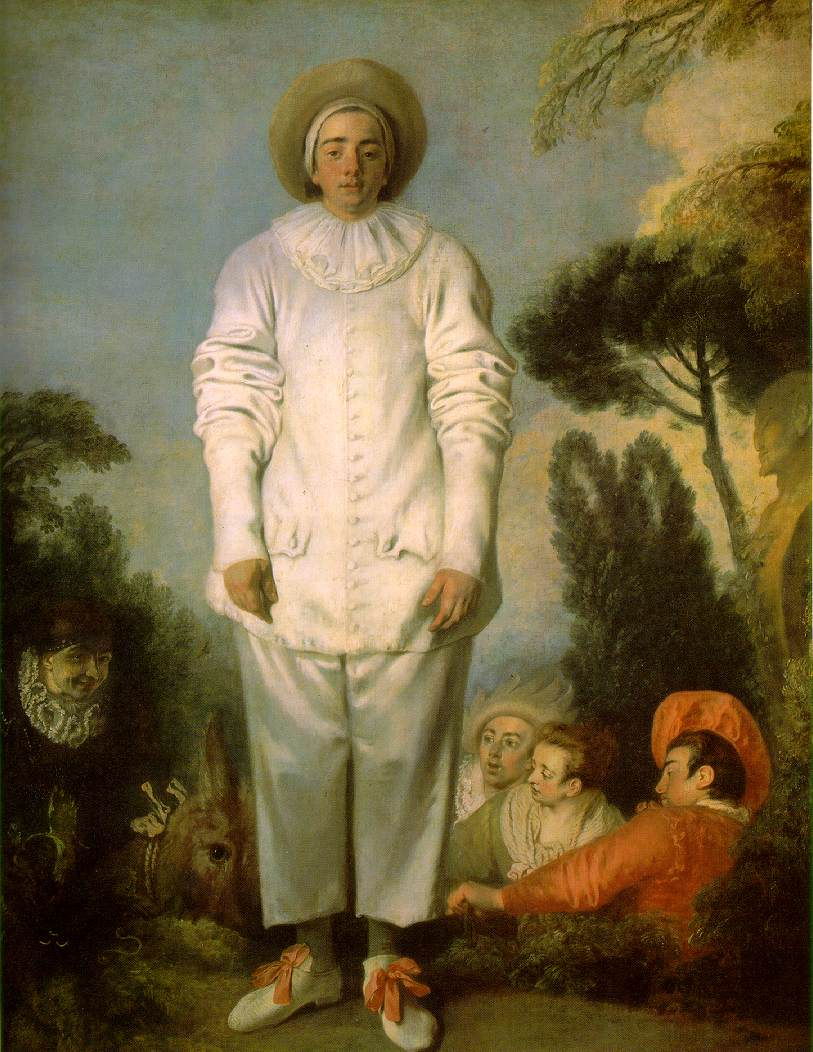
アントワーヌ・ヴァトー, 「ピエロ（"Pierrot"）」 1718–1719年
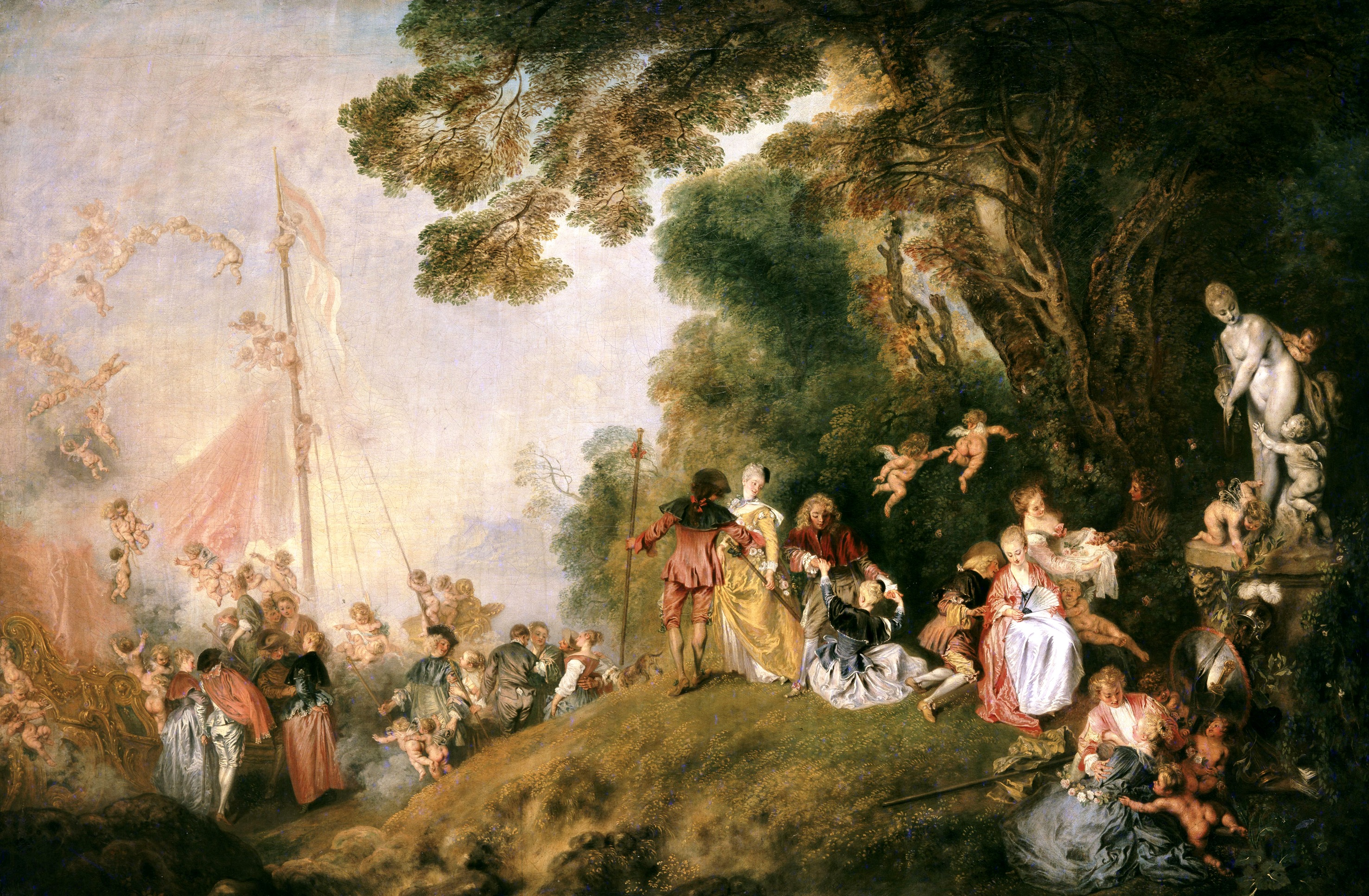
アントワーヌ・ヴァトー「シテール島の巡礼（Pilgrimage to Cythera ）」1718年頃
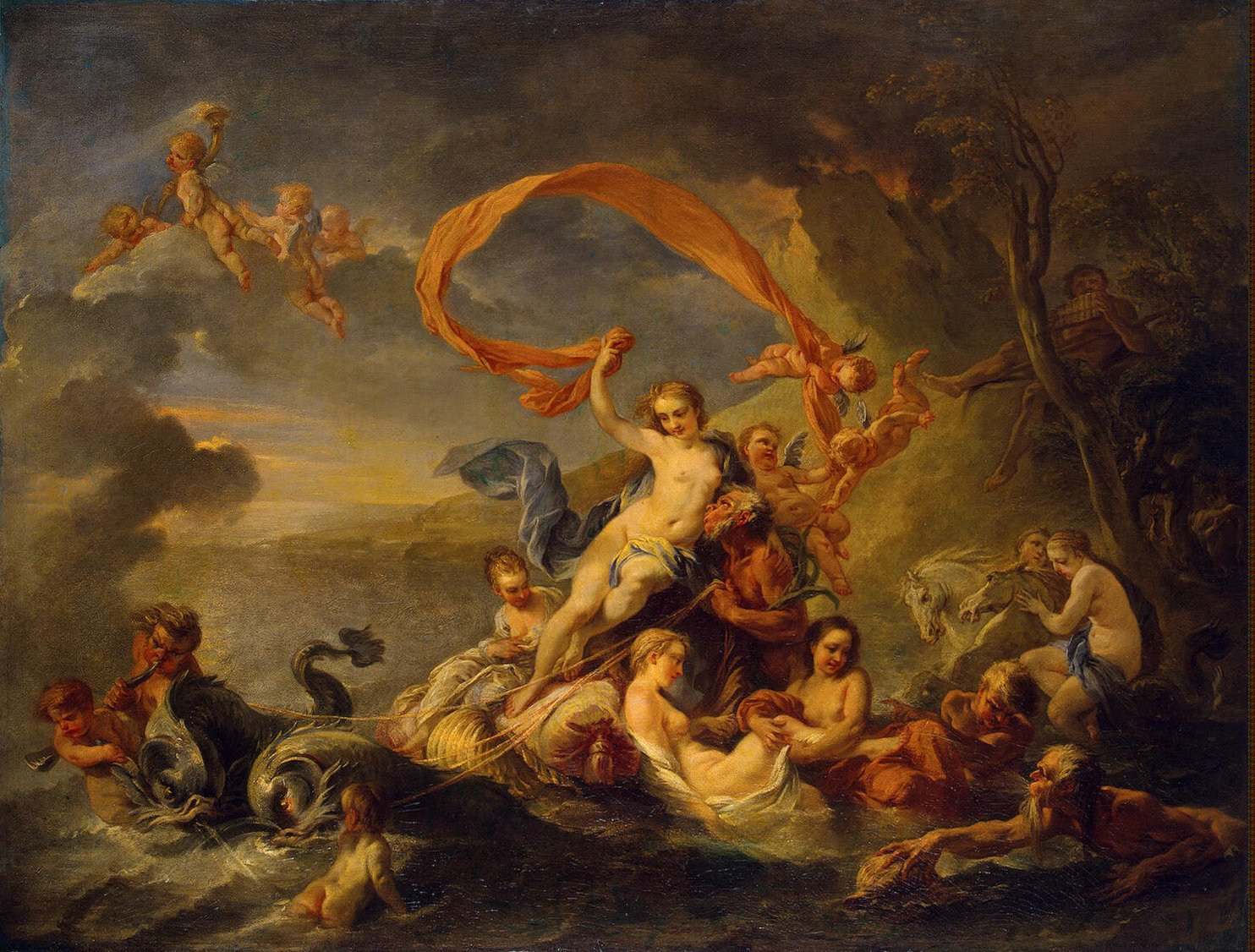
ジャン・バティスト・ヴァン・ロー「ガラテア凱旋（The Triumph of Galatea）」1720年
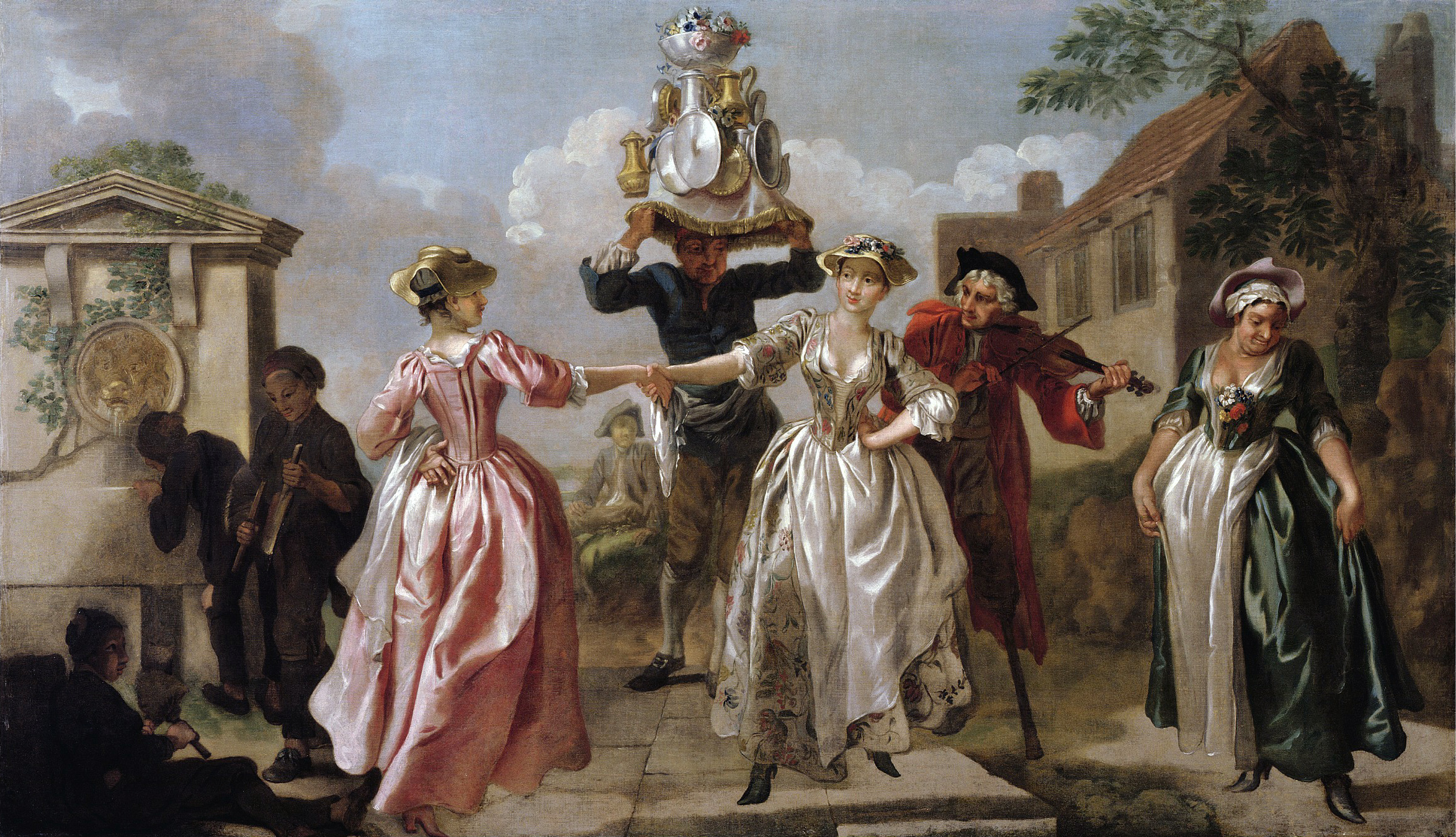
フランシス・ハイマン「踊る乳しぼり女（Dancing Milkmaids）」1735年
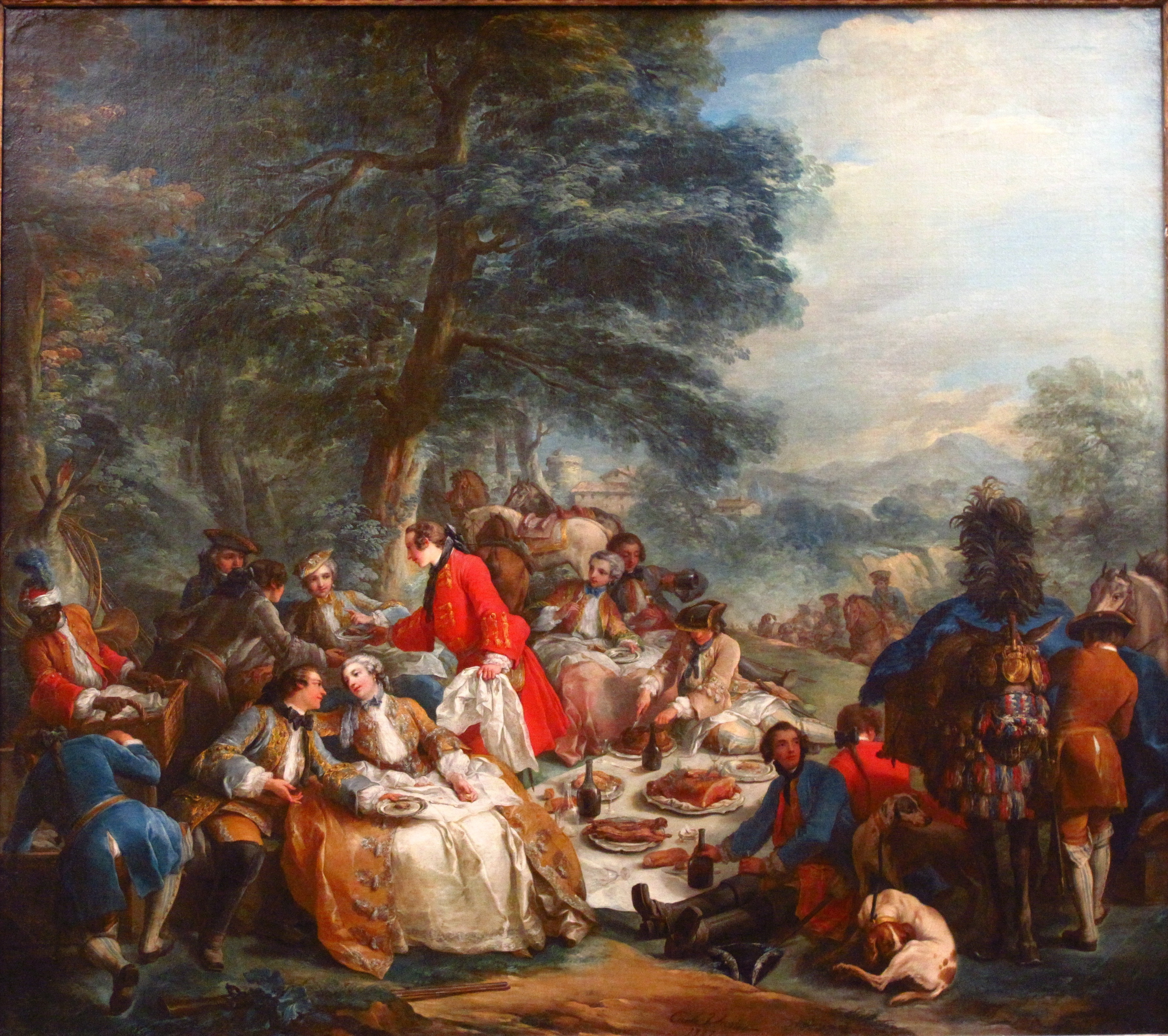
シャルル＝アンドレ・ヴァン・ロー, Halt to the Hunt, 1737年
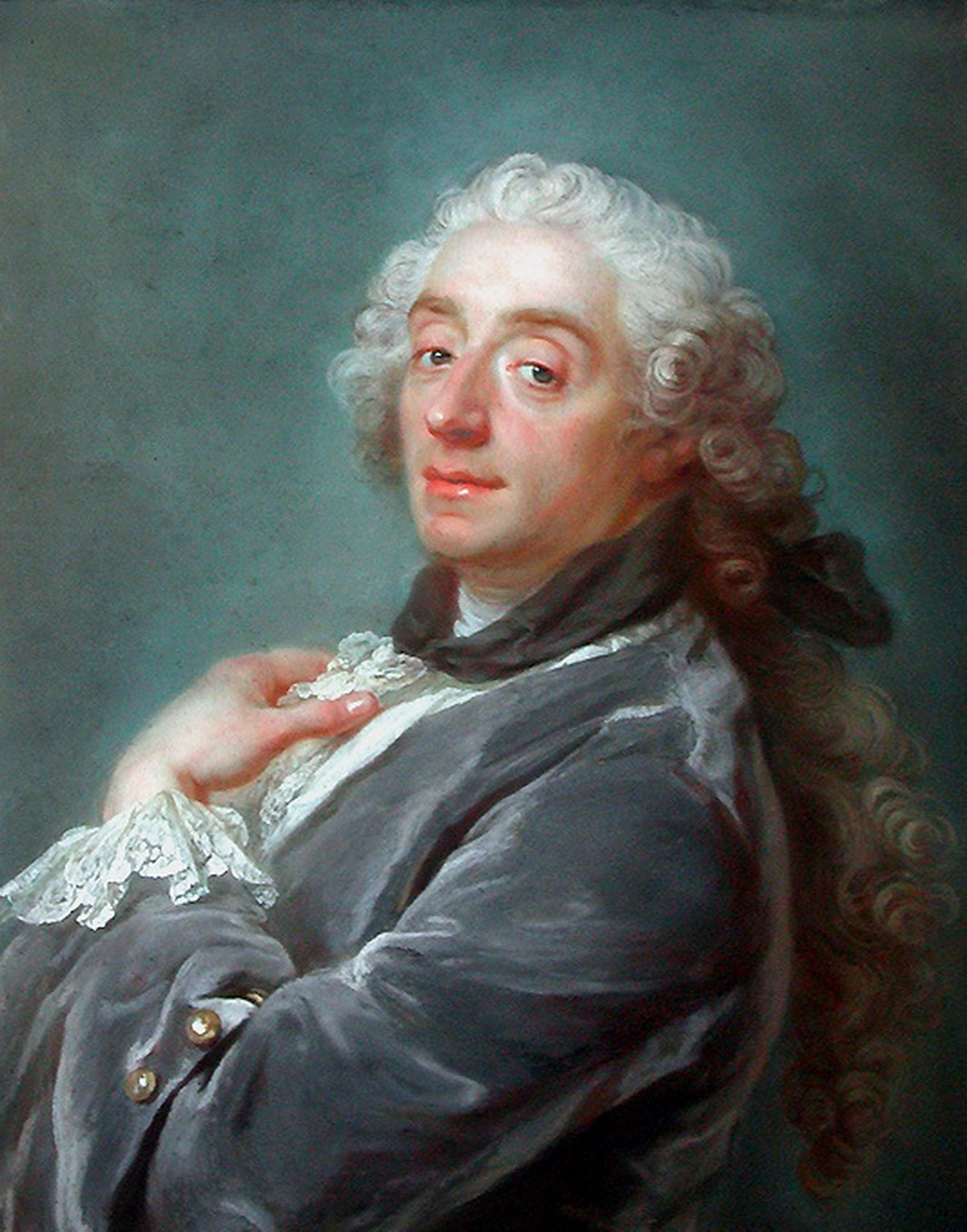
グスタフ・ルントベルク「フランソワ・ブーシェの肖像（Portrait of François Boucher）」1741年
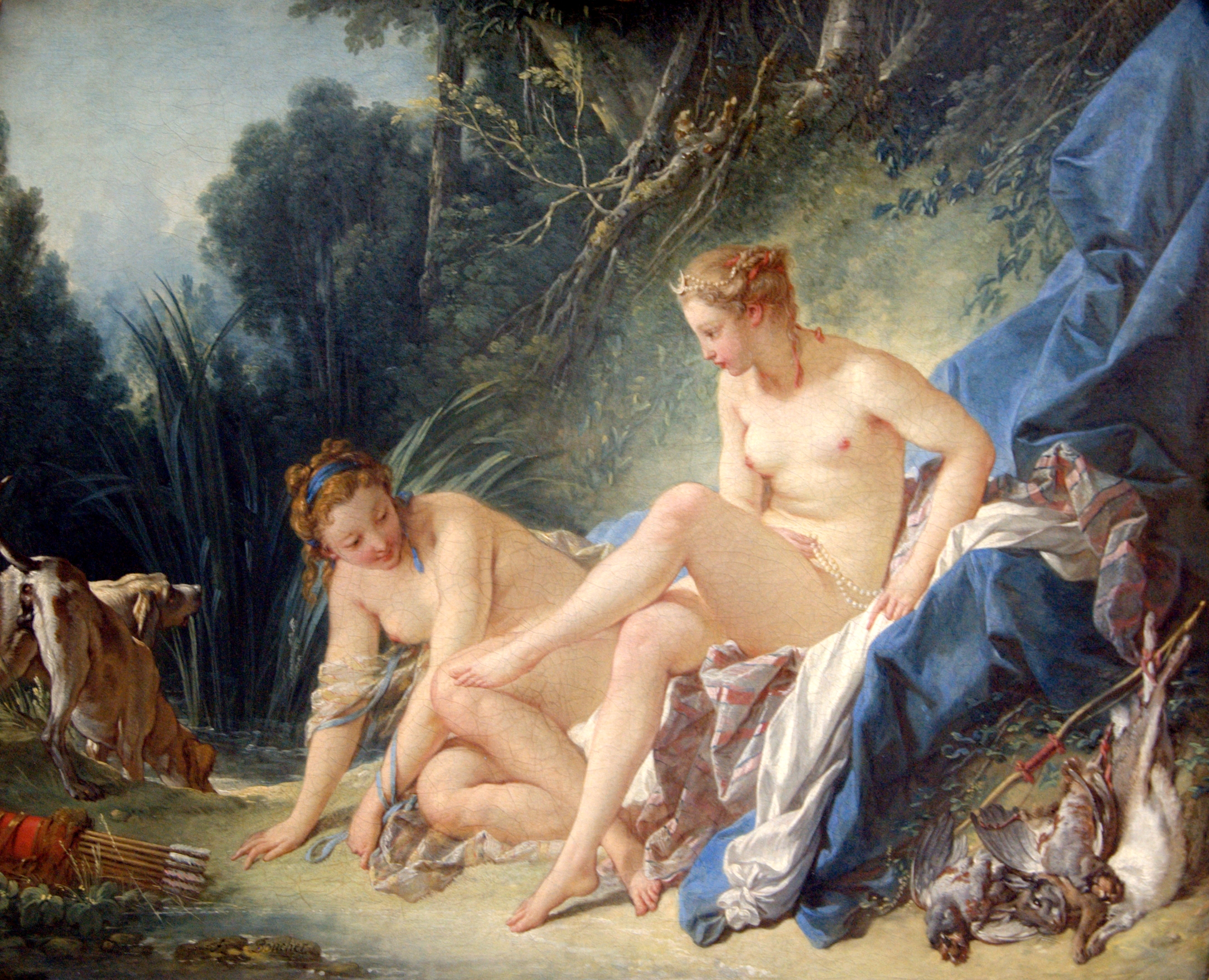
フランソワ・ブーシェ「水浴のディアナ（Diana Leaving the Bath）」1742年
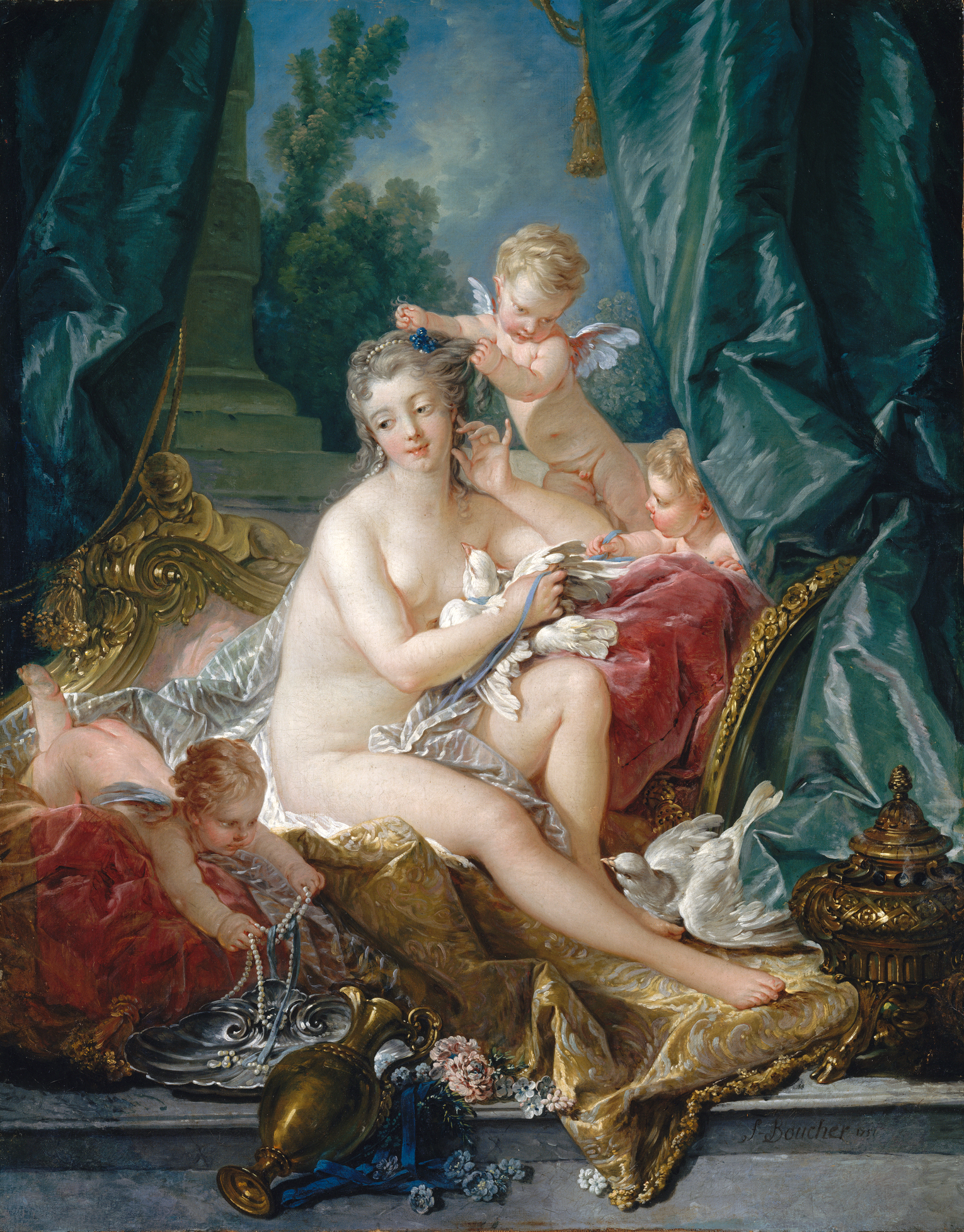
フランソワ・ブーシェ「ヴィーナスの化粧（The Toilet of Venus）」1751年
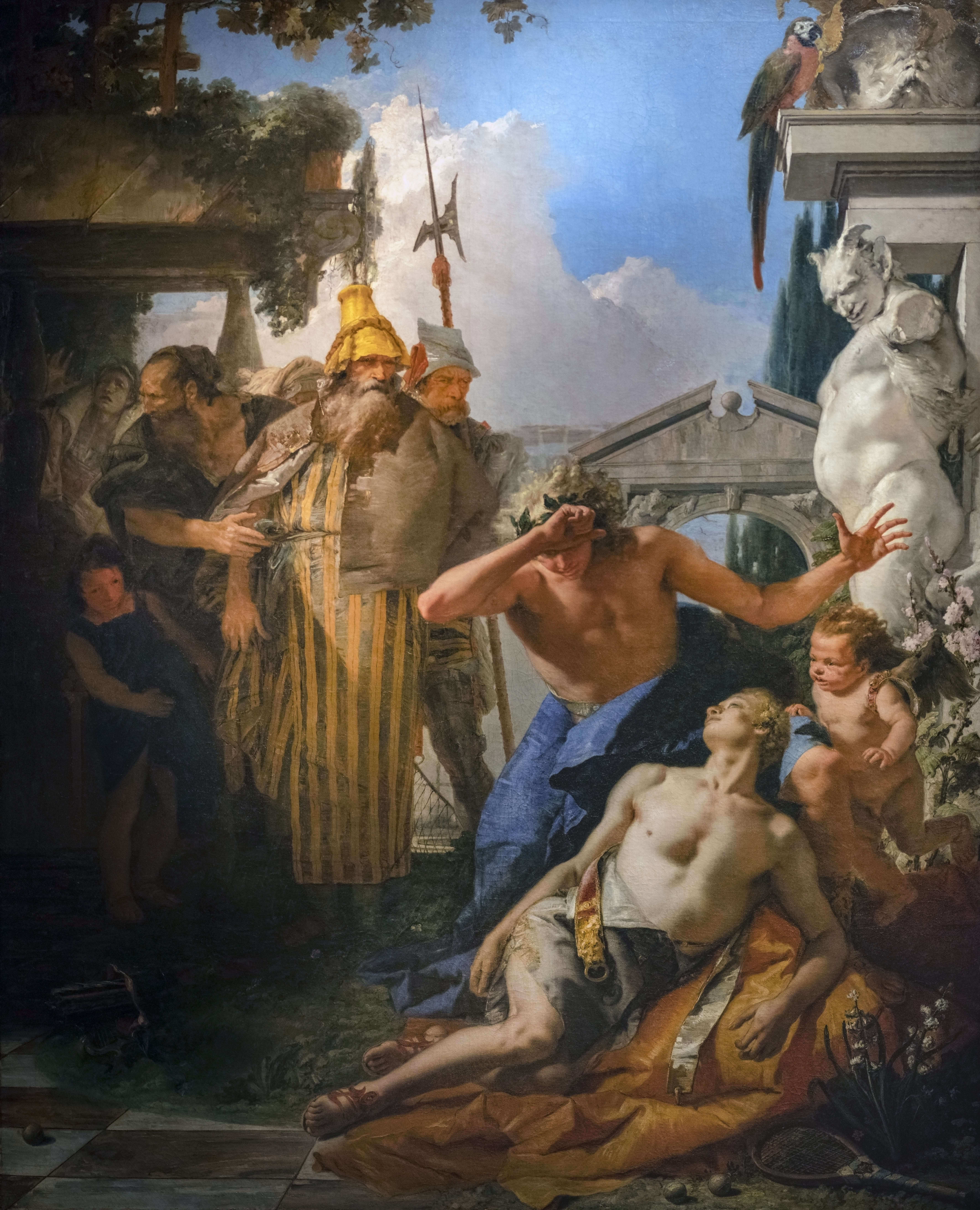
ジョヴァンニ・バッティスタ・ティエポロ「ヒュアキントスの死（The Death of Hyacinth）」1752年
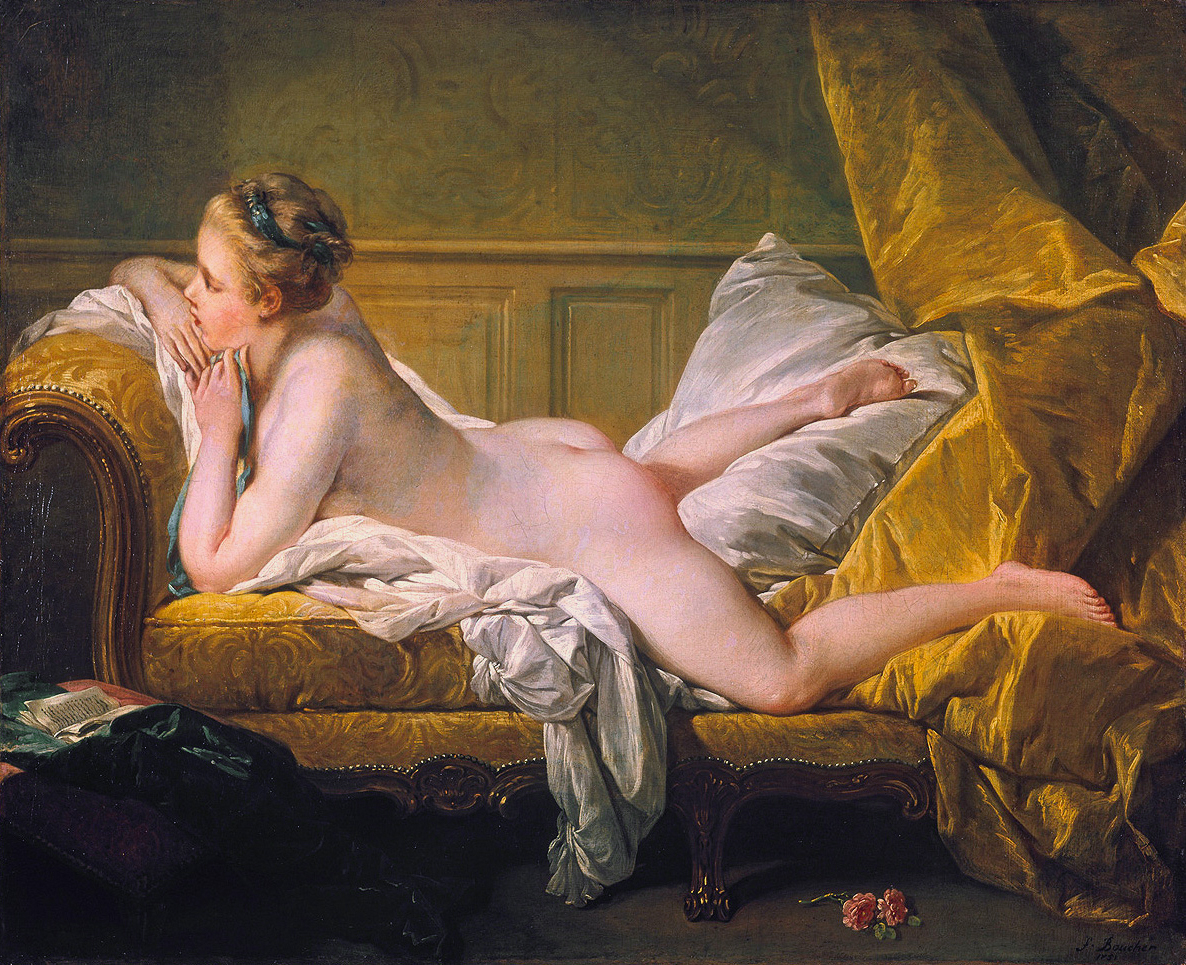
フランソワ・ブーシェ「マリー＝ルイーズ・オミュルフィ（w:Marie-Louise O'Murphy）」1752年
モーリス・カンタン・ド・ラ・トゥール「ポンパドゥール侯爵夫人の肖像（Full-length portrait of the Marquise de Pompadour）」1748年–1755年
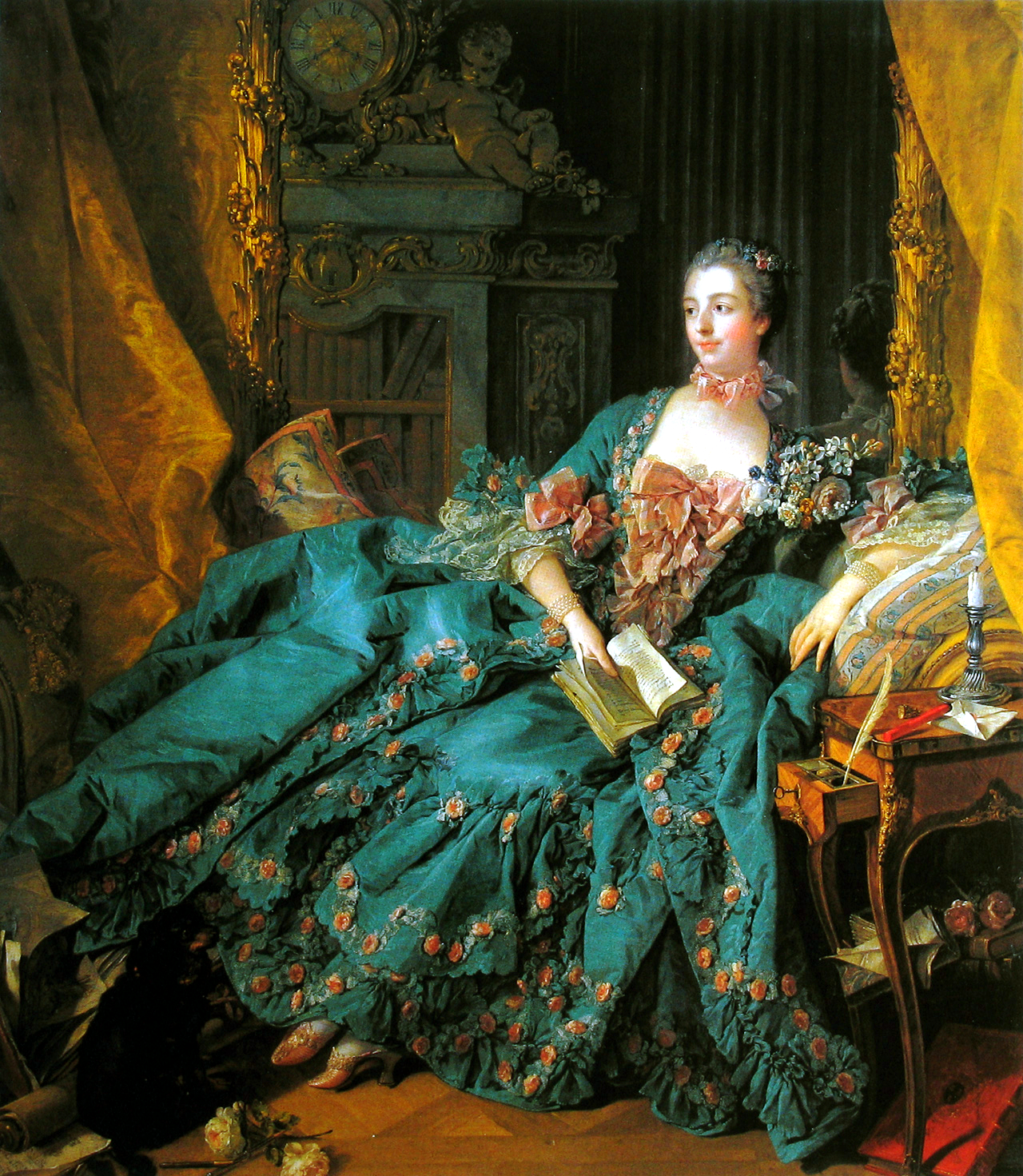
フランソワ・ブーシェ「ポンバドゥール侯爵夫人の肖像（Portrait of the Marquise de Pompadour）」1756年
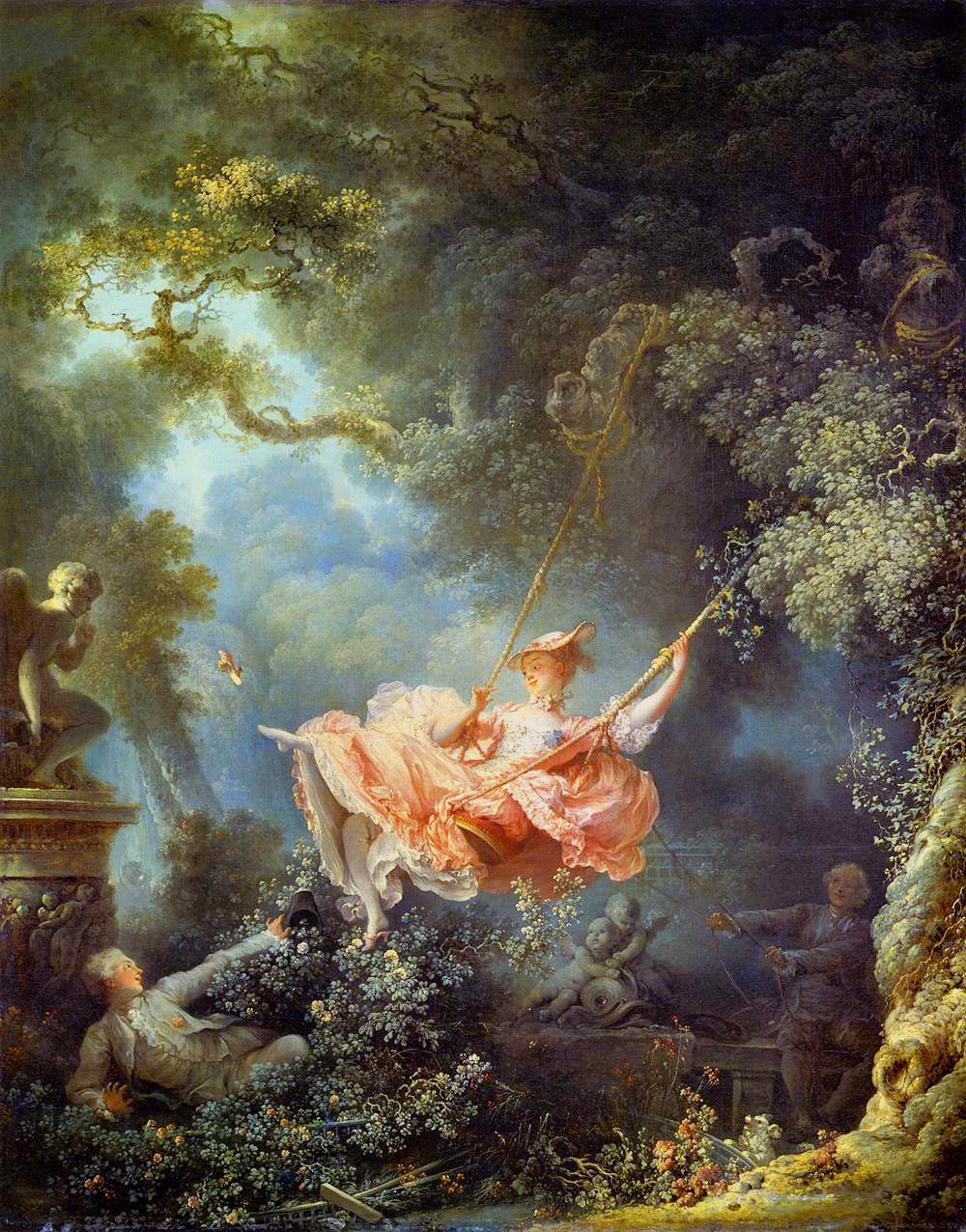
ジャン・オノレ・フラゴナール「ぶらんこ）」1767年
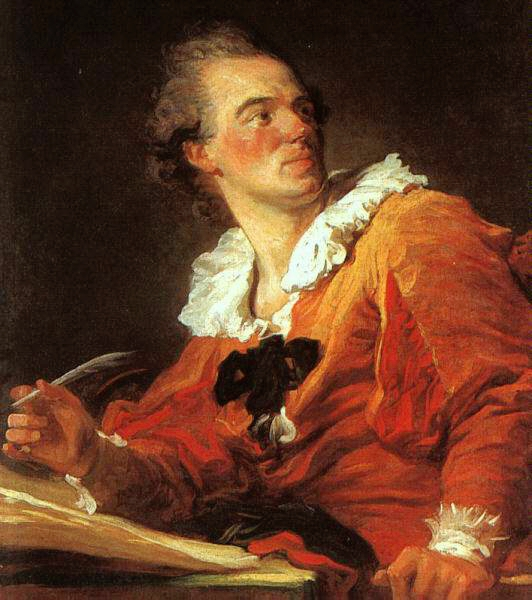
ジャン・オノレ・フラゴナール「ひらめき（Inspiration）」1769年
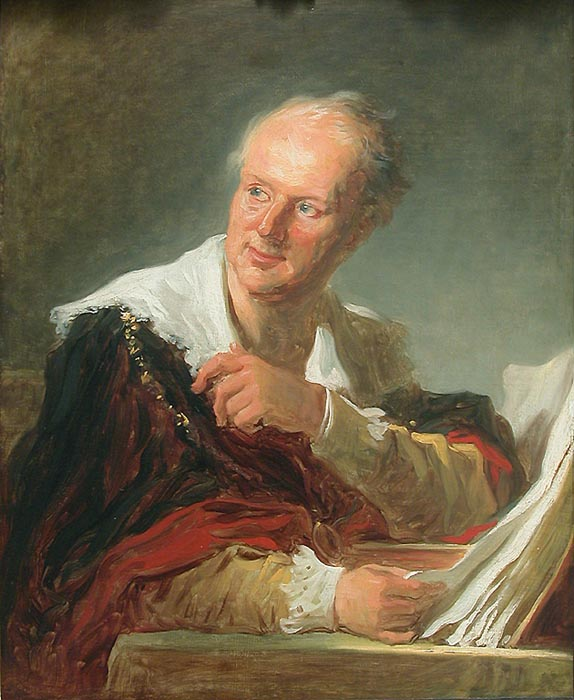
ジャン・オノレ・フラゴナール「 ドニ・ディドロ（Denis Diderot）」1769年
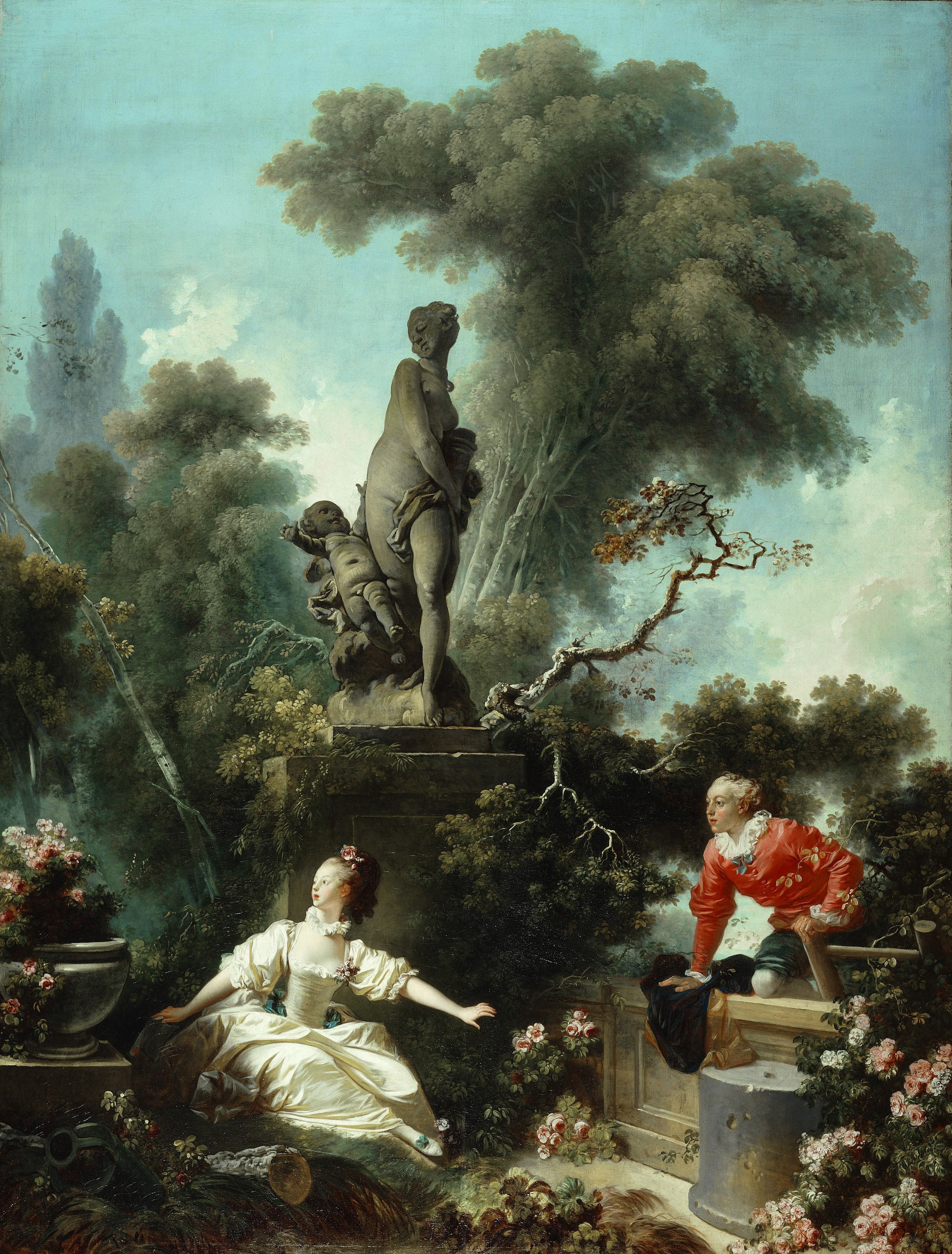
ジャン・オノレ・フラゴナール 「逢瀬（The Meeting (Part of the Progress of Love series)）」1771年
エリザベート＝ルイーズ・ヴィジェ＝ルブラン「バラを持ったマリー・アントワネット（Marie Antoinette à la Rose）」1783年

### ロココ時代の絵画

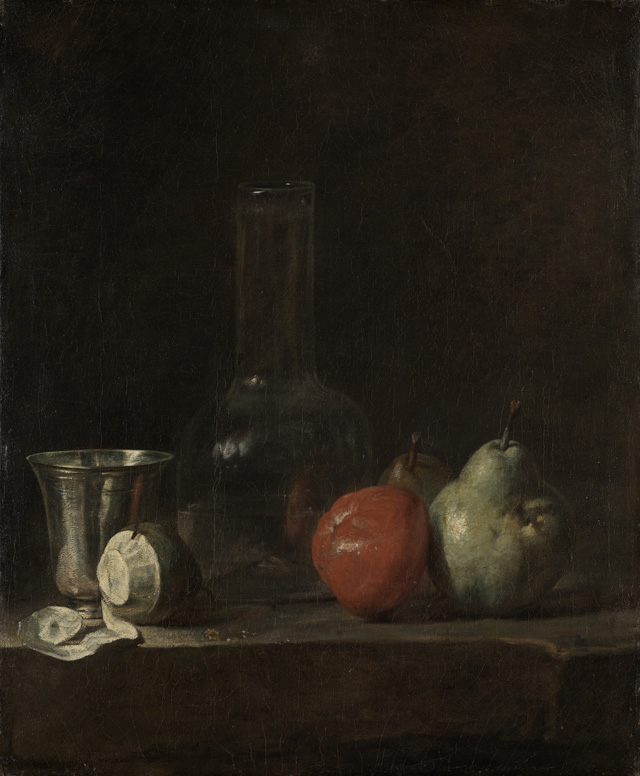
ジャン・シメオン・シャルダン「グラスとフラスコと果物のある静物（Still Life with Glass Flask and Fruit）」c. 1750年
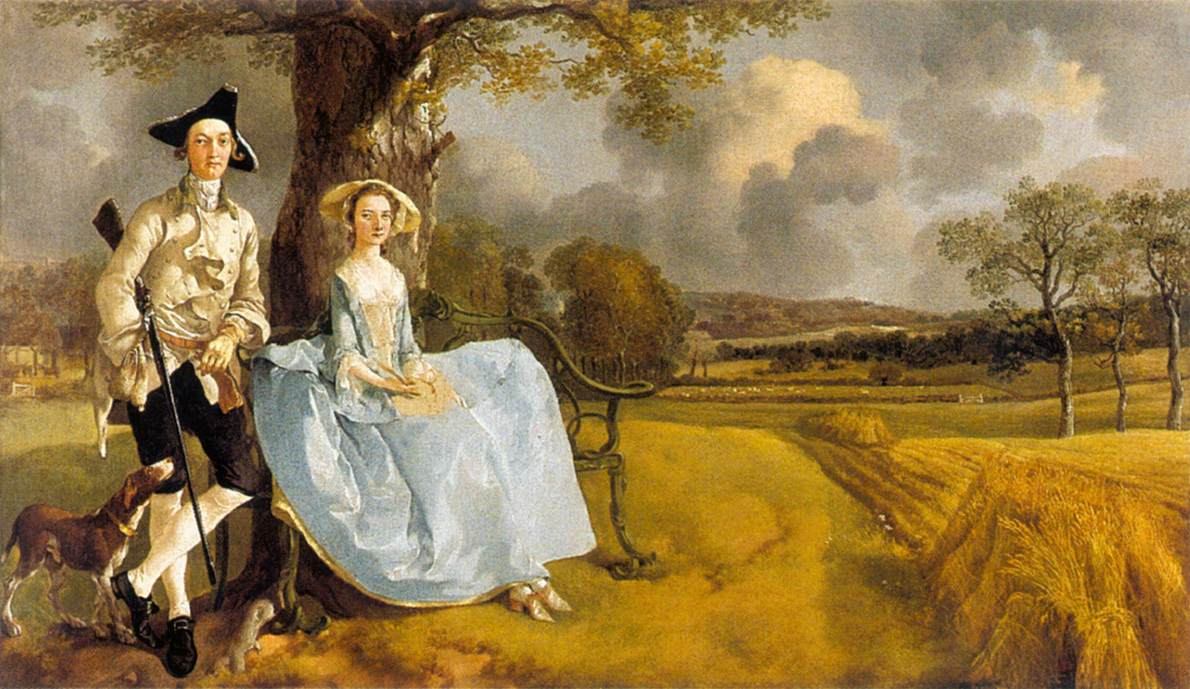
トマス・ゲインズバラ「アンドリューズ夫妻像（w:Mr and Mrs Andrews）」1750年
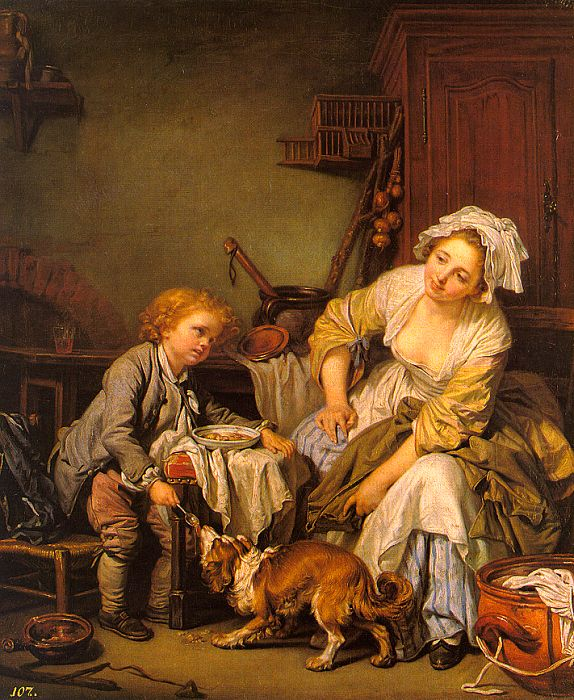
ジャン＝バティスト・グルーズ「甘やかされた子ども（The Spoiled Child）」c. 1765年
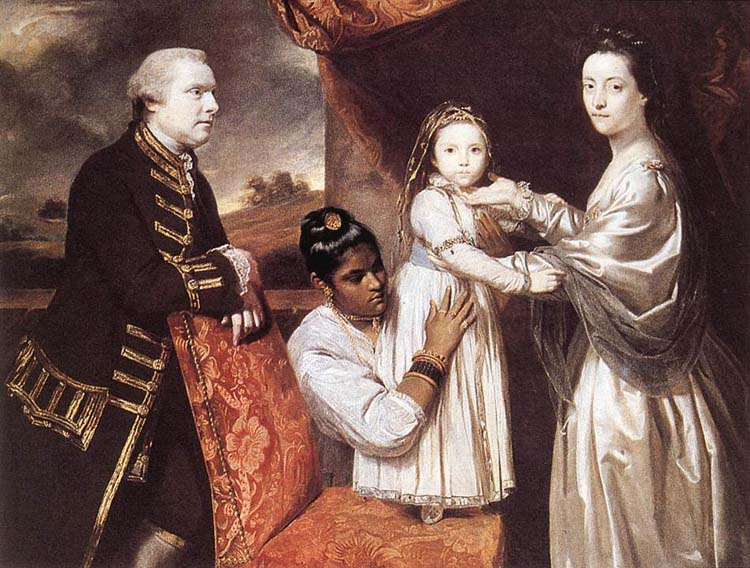
ジョシュア・レイノルズ「ロバート・クライヴとその家族とインド人メイド（Robert Clive　and his family with an Indian maid,）」 1765年
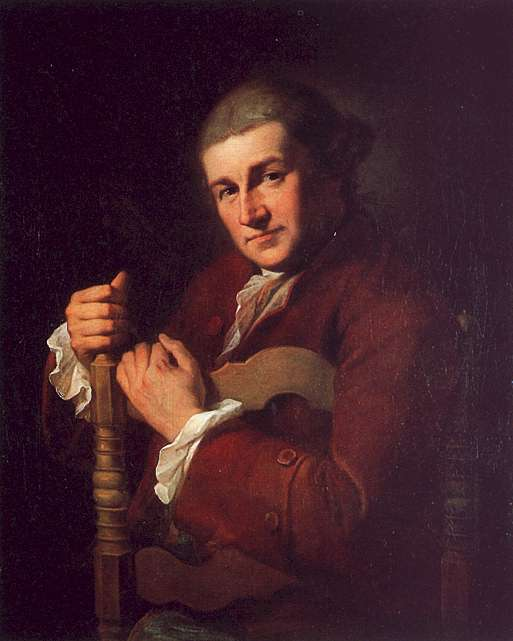
アンゲリカ・カウフマン「デイヴィッド・ガリックの肖像（Portrait of w:David Garrick）」c. 1765年
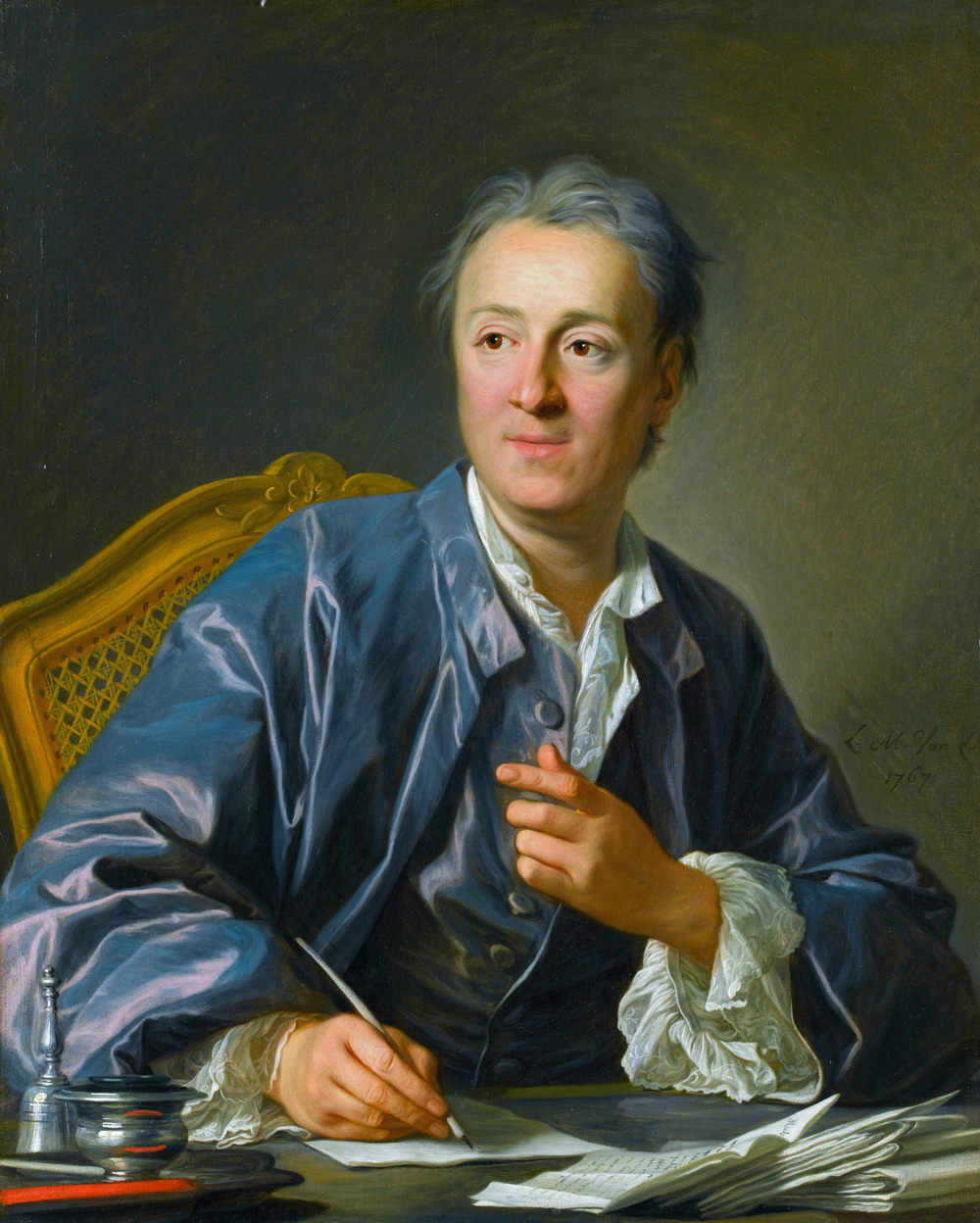
ルイ・ミシェル・ヴァン・ロー「ドニ・ディドロの肖像（Portrait of Denis Diderot）」1767年